# Porsche 356

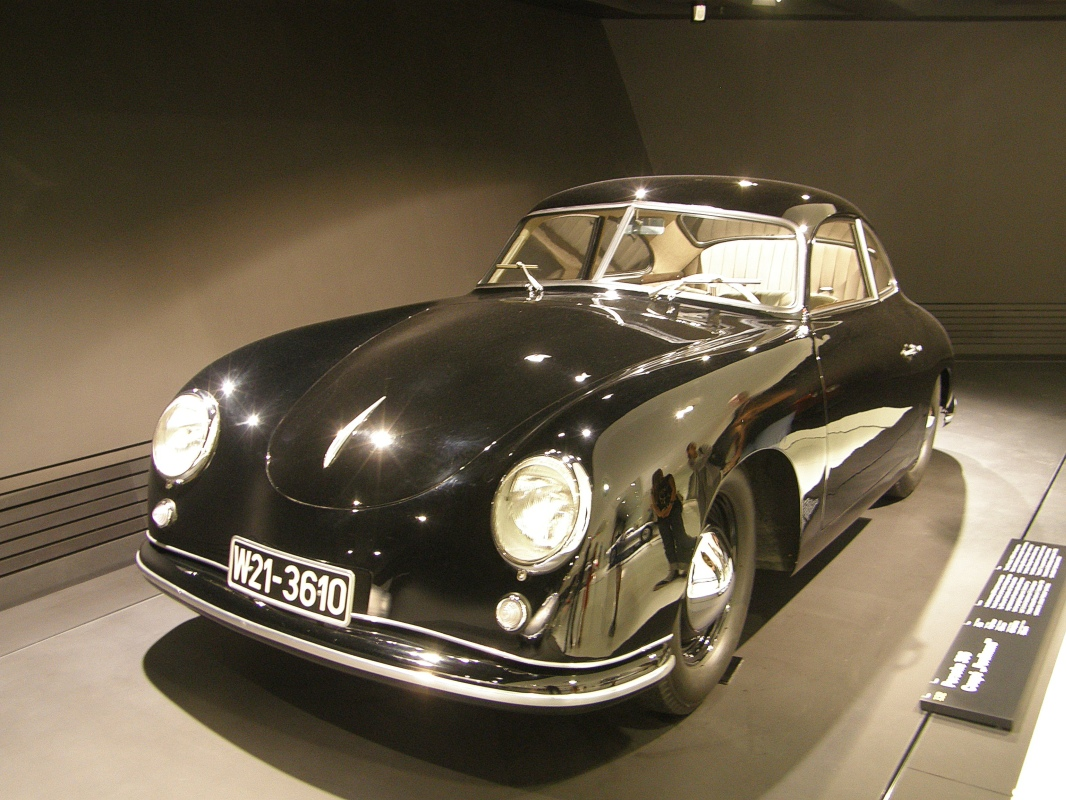
1950er Porsche 356 „vor A“ (Fahrgestellnummer 5047)

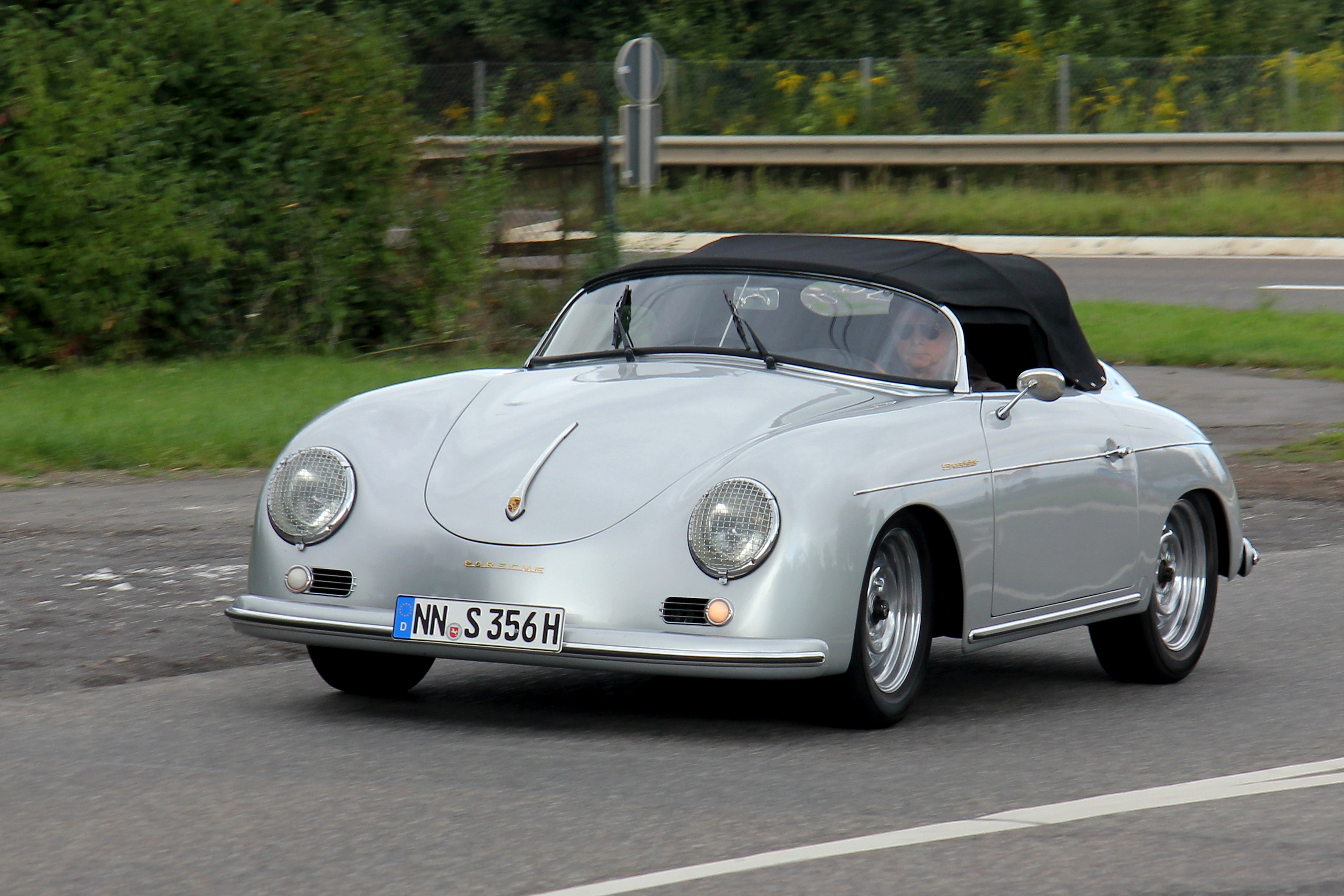
Porsche 356 A Speedster mit geschlossenem Verdeck

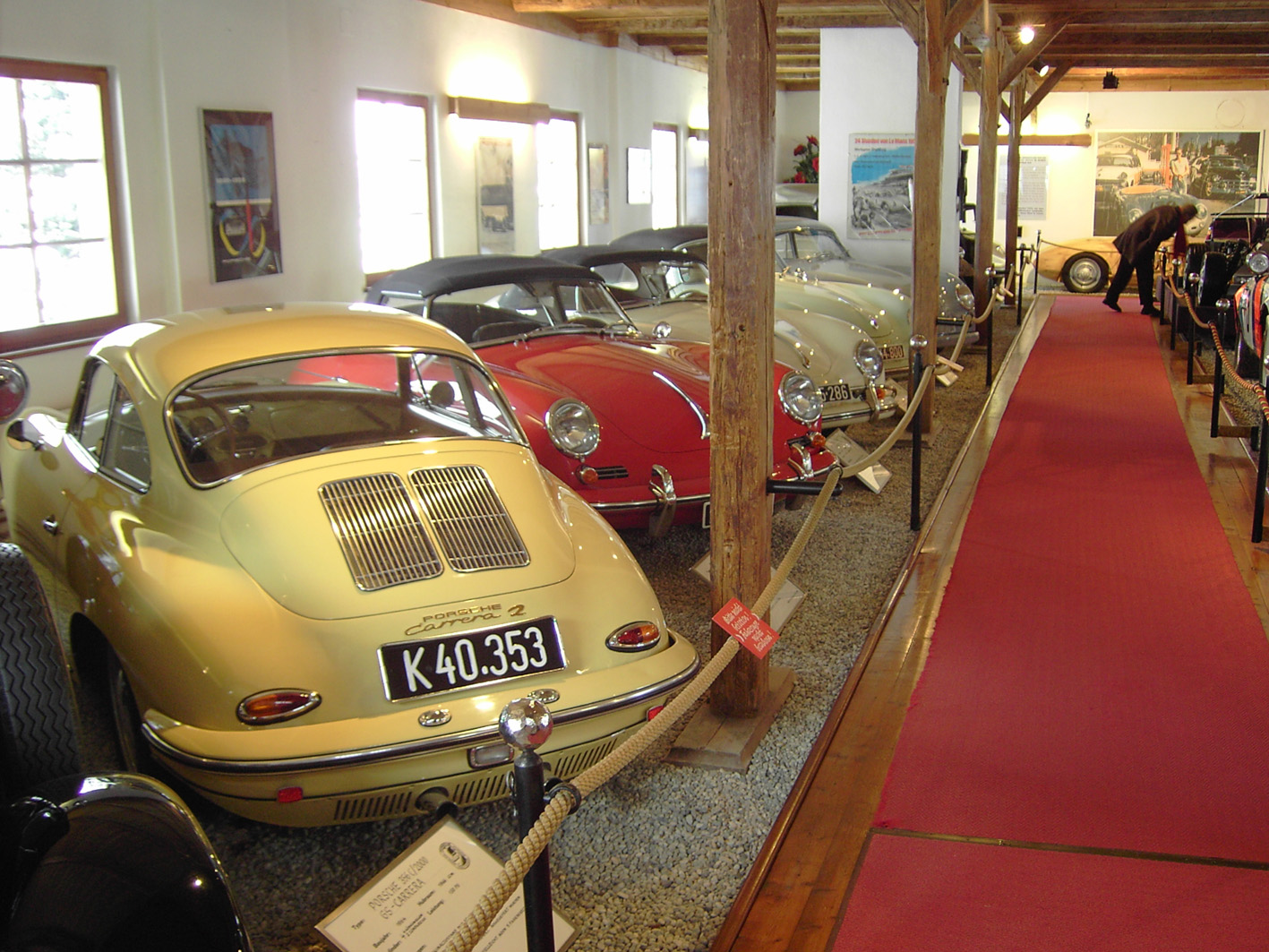
Mehrere Porsche 356 im Automuseum am Standort des ehemaligen Porsche-Werks Gmünd, im Vordergrund ein Carrera 2 Coupé

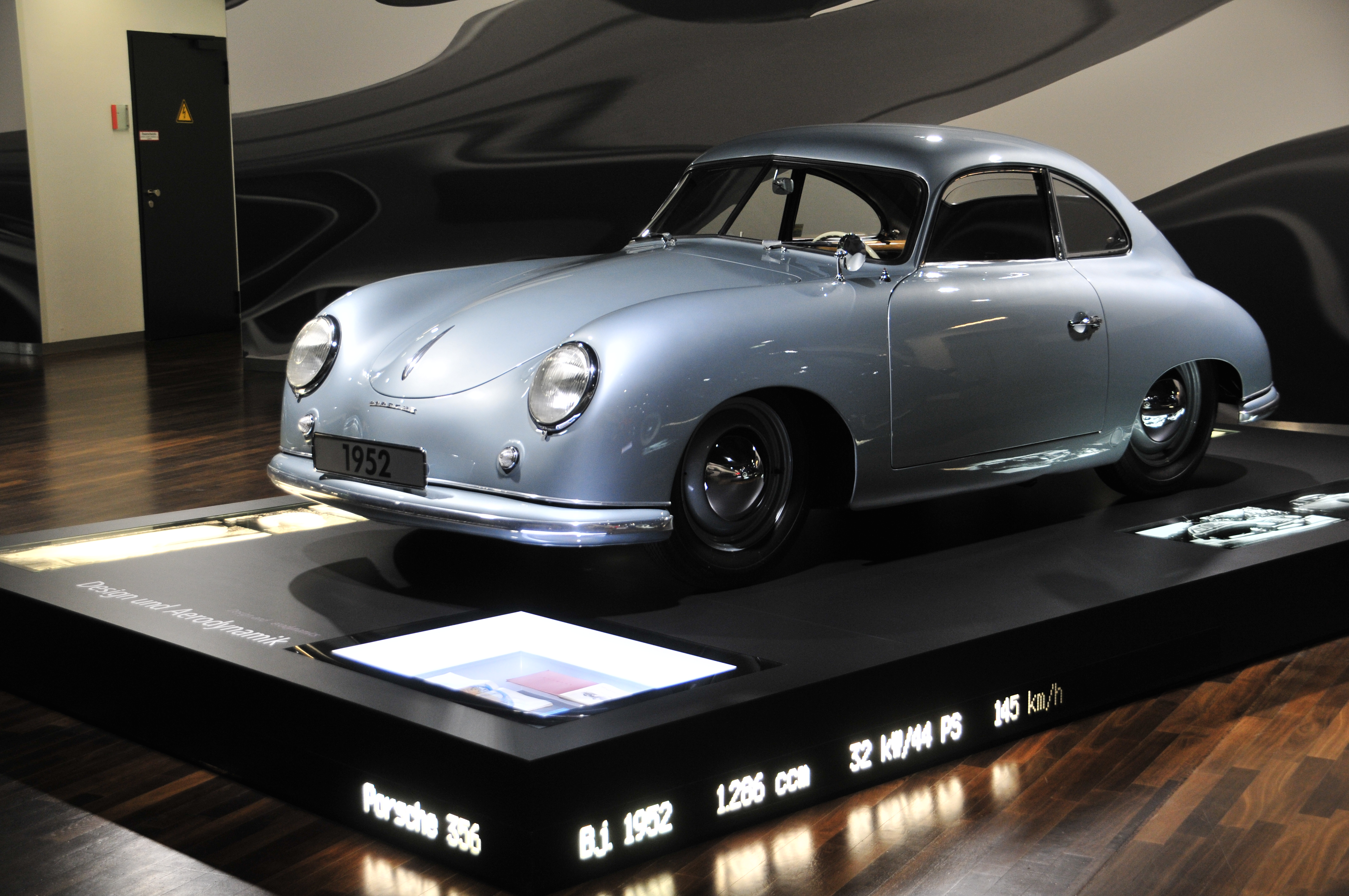
1952er Porsche 356

Ansicht von vorne, hinten, links und oben

Der Porsche 356 ist das erste Serienmodell von Porsche. Die Typbezeichnung 356 für den Sportwagen ist die laufende Nummer dieser Porsche-Konstruktion; die Zählung der Porsche-Entwicklungen begann jedoch mit der Nr. 7, vermutlich, um bei Auftraggebern ein größeres Vertrauen in das junge Unternehmen zu erzeugen. Der Motor hat die Konstruktionsnummer 369. Als „Geburtstag“ des Porsche 356 gilt der 7. Juli 1948, an dem der erste Testbericht über ein Porsche-Coupé erschien. Im April 1965 endete die Produktion der Baureihe 356; 76.302 Wagen wurden gebaut.

## Allgemeines
Erster Wagen mit dem Namen Porsche war der Prototyp 356/1, ein Roadster mit Mittelmotor, zu dessen Entstehung Ferry Porsche sagte: „Am Anfang schaute ich mich um, konnte aber den Wagen, von dem ich träumte, nicht finden. Also beschloss ich, ihn mir selbst zu bauen.“ In Serie ging der Porsche 356 mit geändertem Rahmen und einem Heckmotor. Die ersten 50 Wagen mit Aluminiumkarosserie wurden in Handarbeit in Gmünd in Kärnten gebaut, wohin Porsche gegen Ende des Zweiten Weltkriegs ausgewichen war.
1950 zog Porsche nach Stuttgart-Zuffenhausen zurück. Die Produktion wurde in Räumen der Karosseriewerke Reutter aufgenommen, die bereits Ende 1949 den Auftrag erhalten hatten, 500 Stahlkarosserien zu fertigen. Die Formgebung stammte von Erwin Komenda, der schon die Karosserie des VW Käfer gestaltet hatte. Die Gestaltung des Porsche 356 ist als Werk der angewandten Kunst urheberrechtlich geschützt (§ 2 Abs. 1 Nr. 4, Abs. 2 UrhG) und Komenda als Urheber anerkannt.
Für die Entwicklung des Porsche 356 nannte Ferry Porsche Leitlinien, die nach seiner Darstellung schon durch das Schaffen von Ferdinand Porsche deutlich geworden waren:
- Luftkühlung,
- Aerodynamik,
- Hecktriebsatz,
- enge Verbindung von Automobilsport zur Serienwagenproduktion.

Zum erstgenannten Punkt hieß es: „Die Luftkühlung bringt bei einem Renn- und Sportwagen neben dem geringeren Gewicht den Vorteil, daß man bei der Formgebung nicht auf den Kühllufteinlaß im Bug Rücksicht nehmen muß. Erfahrungsgemäß wird durch den Lufteinlaß mit dahintersitzendem Wasserkühler die Aerodynamik des Wagens wesentlich verschlechtert und damit die Luftwiderstandsleistung um einen Betrag erhöht, der ungefähr doppelt so groß ist wie die Gebläseleistung des luftgekühlten Motors.“ Hinsichtlich Luftwiderstand führte er unter anderem aus: „Die aerodynamisch günstige […] Form ist für schnelle Fahrzeuge von außerordentlich großer Bedeutung.“ Zur letzten Leitlinie schrieb Ferry Porsche sinngemäß, die Bindungen zwischen den Erfahrungen aus dem Rennsport für den Serienfahrzeugbau seien stark und nutzbringend.
Die ersten Porsche 356 enthielten viele Serienteile von VW, wie Getriebe, Bremsen, Vorder- und Hinterradaufhängung und Lenkung. Ab 1950 gab es vorn Duplexbremsen.
Während seiner Produktionszeit verbesserte Porsche den Typ 356 immer weiter, behielt aber typische Merkmale wie die für Porsche patentierte und vom VW Käfer bekannte vordere Kurbellenkerachse sowie die mit Längsschubstreben geführte hintere Pendelachse mit Drehstabfedern bei. Die Motoren basierten zwar immer auf dem VW-Original, wurden aber stetig weiterentwickelt.
Parallel konstruierte Ernst Fuhrmann 1953 den völlig neuen 1,5-Liter-Königswellen-Motor (Fuhrmann-Motor) mit vier obenliegenden Nockenwellen und einer Leistung im Porsche 356 Carrera von zunächst 100 PS (74 kW), der vor allem in den Rennversionen zum Einsatz kam und später im Typ 904 GTS mit 2 Liter Hubraum bis zu 185 PS (136 kW) leistete.

## 356-Modelle
Der Porsche 356 wurde in mehreren Modell-Generationen hergestellt. Alle Varianten hatten einen 4-Zylinder-Heckmotor und Hinterradantrieb.
- 1948–1955: 356 (Urmodell)
Der erste von Porsche entwickelte und produzierte Sportwagen, der unter dem Namen Porsche vertrieben wurde. Bereits zu Beginn der Produktion war der Wagen als Coupé oder Cabrio erhältlich. Erkennbar sind die ersten Porsche 356 an der zweigeteilten Windschutzscheibe aus Sekuritglas mit Mittelsteg (ab Modelljahr 1952 einteilige Scheibe, aber mit einem Knick in der Mitte). Serienmäßig hatte der Wagen eine durchgehende Sitzbank für Fahrer und Beifahrer, Einzelsitze waren auf Wunsch lieferbar.
- 1955–1959: 356 A
Das zweite Modell des 356 (ab Herbst 1955), das durchgängig während der gesamten Produktionszeit in drei Karosserie-Varianten (Coupé, Cabrio, Speedster/Convertible D) mit fünf Motortypen hergestellt wurde. Neu waren die nun einteilige, gebogene Frontscheibe und Türscheiben aus Hartglas (Sekurit) sowie das an der Oberseite gepolsterte Armaturenbrett.
Zusätzlich wurde der 356 A ab 1958 als Hardtop-Cabriolet (Cabrio-Karosserie mit festem, abnehmbaren Hardtop) angeboten.
- 1959–1963: 356 B
Der Porsche 356 wurde in dieser Modellvariante umfassend überarbeitet, was den Wagen moderner und eleganter erscheinen ließ. Die Scheinwerfer und die Stoßstangen wurden höher gesetzt, sodass der Wagen freundlicher erschien. Das Lenkrad erhielt eine versenkte Nabe, Drehfenster verbesserten die Frischluftzufuhr und die Heckscheibe wurde von einer Heizdüse beschlagfrei gehalten.
- 1963–1965: 356 C
Der 356 C entspricht weitgehend der letzten Ausführung des 356 B. Äußerlich unterscheidet er sich von dem Vorgänger nur durch geänderte Lochscheibenräder mit neuen Radkappen (ohne Porsche-Wappen), die durch Scheibenbremsen an allen vier Rädern erforderlich wurden. Zusammen mit der Produktion des 356 C und 356 SC lief die des Porsche 911 an. 1965 löste der Porsche 912 mit 911-Karosserie, Vierzylindermotor und 90 PS (66 kW) den 356er als günstigsten Porsche ab.

## Porsche 356 (Urmodell von 1948 bis 1955)

### Serienversionen des ersten Porsche 356
Der Porsche 356 wurde von 1948 bis 1955 als Coupé und Cabriolet mit vier Motorversionen gebaut. Der erste serienmäßig hergestellte Wagen verließ am Gründonnerstag, 6. April 1950, das Werk in Stuttgart. Auffällige Merkmale waren zum Beispiel die geteilte Frontscheibe oder die fest verglasten hinteren Fenster. Fahrzeuge späterer Baujahre bekamen Ausstellfenster. Auf der Radioantenne saß eine rote Spitze, „red tipper“ genannt. Ein Porsche-Wappen fand sich in den 356ern der ersten Baujahre nicht, da es erst 1952/53 gestaltet wurde. An Bug und Heck stand daher Porsche. Die ersten Fahrzeuge hatten ein weißes Dreispeichenlenkrad aus Bakelit von Petri mit Hupring, das im 356 A durch eine Ausführung mit zwei Speichen ersetzt wurde. Links neben dem Lenkrad war das Zündschloss, damals noch in Verbindung mit einem Startknopf. Der Benzinstand konnte nur mit einem Holzstab mit Kerben, der senkrecht in den Benzintank zu halten war, kontrolliert werden, da es keine Kraftstoffvorratsanzeige gab. Für die Lackierung der Fahrzeuge wurde Nitrolack verwendet.
Frühe Porsche 356 waren noch mit dem unsynchronisierten Getriebe des VW Käfer ausgestattet. Im Herbst 1952 erfolgte der Wechsel auf ein von Porsche gänzlich neu entwickeltes, vollsynchronisiertes Getriebe mit sogenannter „Ringsynchronisierung“, das im Porsche 356 erstmals in Serie eingesetzt wurde.
Der Preis des 356 betrug knapp 10.000 DM. Der älteste noch erhaltene hat die Fahrgestellnummer 5047, wobei es noch ältere Fahrzeuge aus Gmünder Herstellung gibt.

### Technische Daten – Modelljahr 1953
| Porsche 356:               | 1100                                                               | 1300                                                               | 1500                                                               | 1500 S                                                             |
| -------------------------- | ------------------------------------------------------------------ | ------------------------------------------------------------------ | ------------------------------------------------------------------ | ------------------------------------------------------------------ |
| Motor:                     | 4-Zylinder-Boxermotor (Viertakt)                                   | 4-Zylinder-Boxermotor (Viertakt)                                   | 4-Zylinder-Boxermotor (Viertakt)                                   | 4-Zylinder-Boxermotor (Viertakt)                                   |
| Hubraum:                   | 1086 cm³                                                           | 1286 cm³                                                           | 1488 cm³                                                           | 1488 cm³                                                           |
| Bohrung × Hub:             | 73,5 × 64 mm                                                       | 80 × 64 mm                                                         | 80 × 74 mm                                                         | 80 × 74 mm                                                         |
| Leistung bei 1/min:        | 40 PS (29 kW) bei 4000                                             | 44 PS (32 kW) bei 4000                                             | 55 PS (40 kW) bei 4400                                             | 70 PS (51 kW) bei 5000                                             |
| Max. Drehmoment bei 1/min: | 70 Nm bei 2800                                                     | 81 Nm bei 2500                                                     | 106 Nm bei 2800                                                    | 108 Nm bei 3600                                                    |
| Verdichtung:               | 7,0 : 1                                                            | 6,5 : 1                                                            | 6,8 : 1                                                            | 8,2 : 1                                                            |
| Ventilsteuerung:           | zentrale Nockenwelle, Stößel, Stoßstangen und Kipphebel            | zentrale Nockenwelle, Stößel, Stoßstangen und Kipphebel            | zentrale Nockenwelle, Stößel, Stoßstangen und Kipphebel            | zentrale Nockenwelle, Stößel, Stoßstangen und Kipphebel            |
| Kühlung:                   | Luftkühlung (Gebläse)                                              | Luftkühlung (Gebläse)                                              | Luftkühlung (Gebläse)                                              | Luftkühlung (Gebläse)                                              |
| Getriebe:                  | 4-Gang-Getriebe mit Porsche-Ringsynchronisierung, Knüppelschaltung | 4-Gang-Getriebe mit Porsche-Ringsynchronisierung, Knüppelschaltung | 4-Gang-Getriebe mit Porsche-Ringsynchronisierung, Knüppelschaltung | 4-Gang-Getriebe mit Porsche-Ringsynchronisierung, Knüppelschaltung |
| Radaufhängung vorn:        | Kurbellenkerachse (VW)                                             | Kurbellenkerachse (VW)                                             | Kurbellenkerachse (VW)                                             | Kurbellenkerachse (VW)                                             |
| Radaufhängung hinten:      | Pendelachse mit Längsschubstreben                                  | Pendelachse mit Längsschubstreben                                  | Pendelachse mit Längsschubstreben                                  | Pendelachse mit Längsschubstreben                                  |
| Federung:                  | querliegende Drehstäbe                                             | querliegende Drehstäbe                                             | querliegende Drehstäbe                                             | querliegende Drehstäbe                                             |
| Karosserie:                | Kastenrahmen aus Stahlblech, mit Bodengruppe fest verbunden        | Kastenrahmen aus Stahlblech, mit Bodengruppe fest verbunden        | Kastenrahmen aus Stahlblech, mit Bodengruppe fest verbunden        | Kastenrahmen aus Stahlblech, mit Bodengruppe fest verbunden        |
| Spurweite vorn/hinten:     | 1290/1250 mm                                                       | 1290/1250 mm                                                       | 1290/1250 mm                                                       | 1290/1250 mm                                                       |
| Radstand:                  | 2100 mm                                                            | 2100 mm                                                            | 2100 mm                                                            | 2100 mm                                                            |
| Länge:                     | 3950 mm                                                            | 3950 mm                                                            | 3950 mm                                                            | 3950 mm                                                            |
| Leergewicht:               | Coupé 810 kg – Cabriolet 830 kg                                    | Coupé 810 kg – Cabriolet 830 kg                                    | Coupé 810 kg – Cabriolet 830 kg                                    | Coupé 810 kg – Cabriolet 830 kg                                    |
| Höchstgeschwindigkeit:     | 140 km/h                                                           | 145 km/h                                                           | 155 km/h                                                           | 170 km/h                                                           |

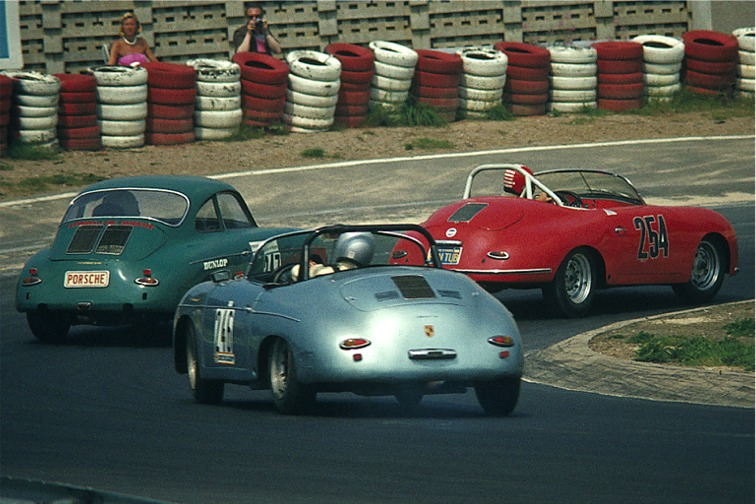
Porsche 356 Speedster (Nr. 254) auf dem Nürburgring, hinten ein Carrera 1600 GT

1953 erschien zusätzlich der 356 1300 S mit 44 kW (60 PS) bei 5500/min und einer Höchstgeschwindigkeit von 160 km/h; die Produktion des Typs 1100 lief aus.

### Sportversionen

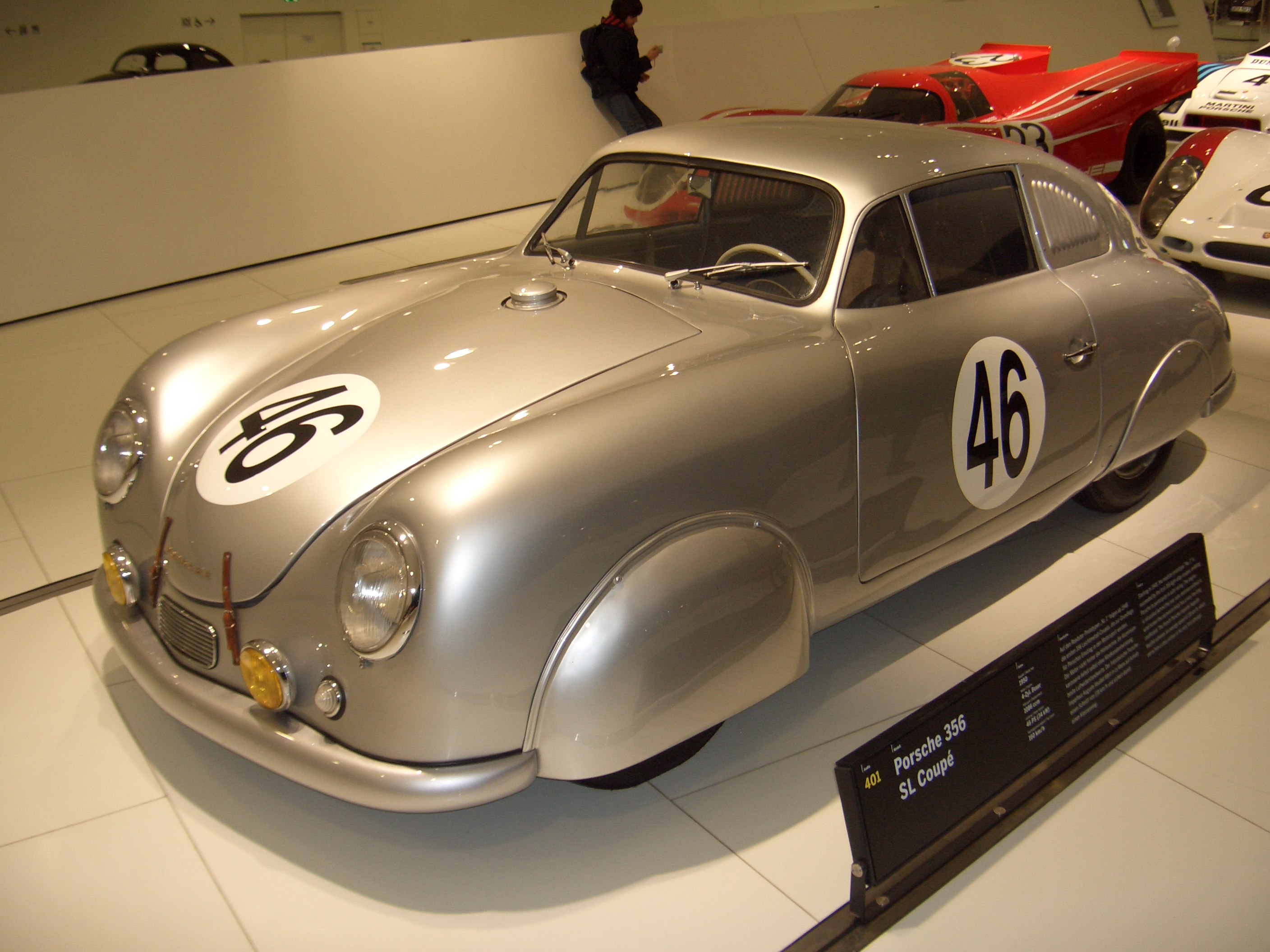
Der erste Porsche-Rennwagen, ein 356/4 SL Coupé für Le Mans 1951, Klassensieger bis 1,1 Liter

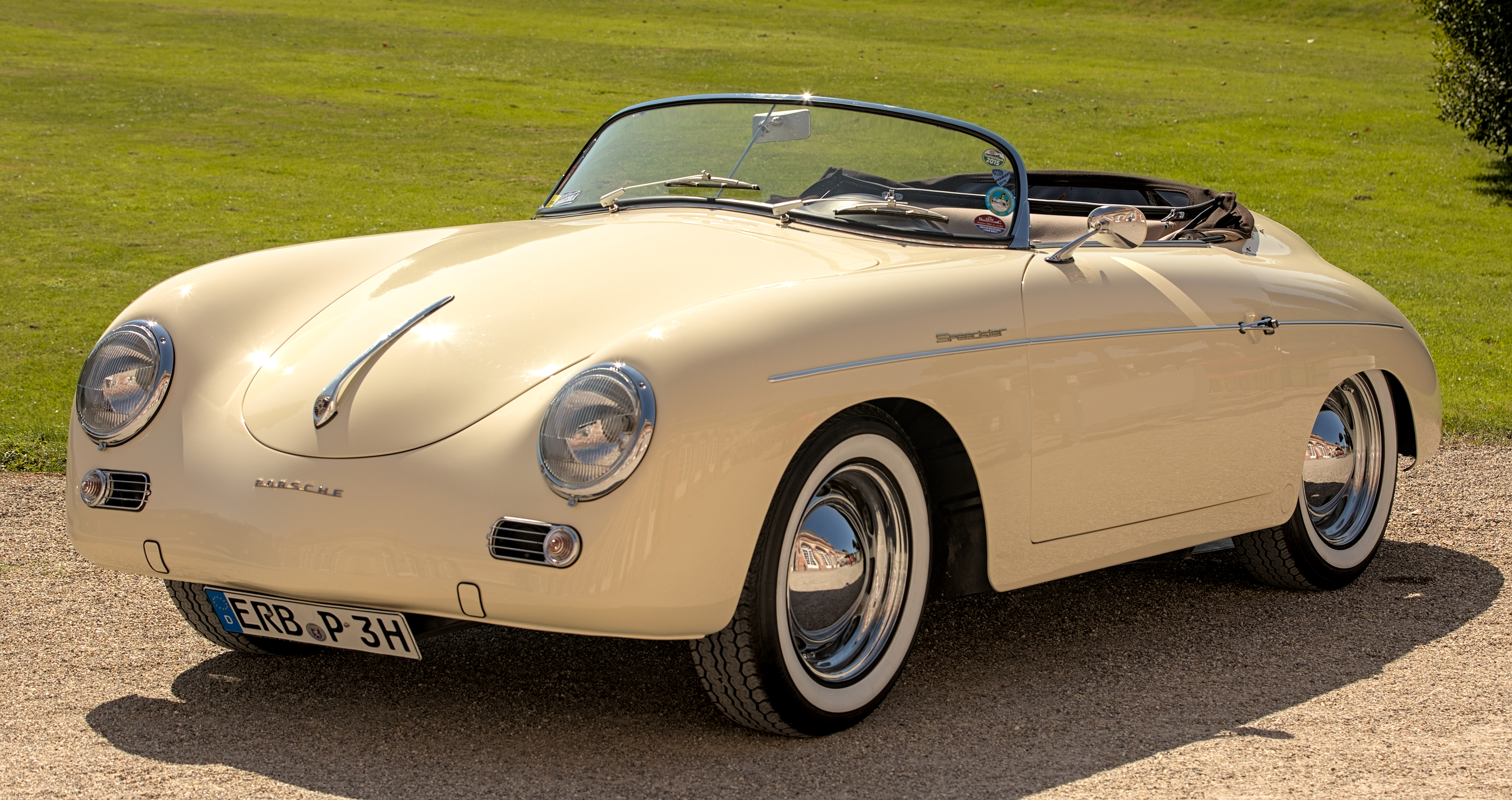
Porsche 356 Speedster

Für das 24-Stunden-Rennen von Le Mans 1951 wurde auf Basis der Gmünder Alukarossen eine Kleinserie von Rennwagen für die 1100 Kubik-Klasse gebaut, denn regelbedingt mussten diese auch für Privatfahrer käuflich sein.
1954 wurde der Speedster ins Programm aufgenommen, zunächst nur für den Export in die USA. Der US-Importeur Max Hoffman initiierte ein günstiges Basismodell für den US-Markt. Porsche entwickelte daraufhin den spartanisch ausgestatteten Speedster, der 1954 für 2995 US-Dollar angeboten wurde. Der Speedster war ein offener Sportwagen mit flacher Windschutzscheibe und einem voll versenkbaren, niedrigeren Verdeck als beim Cabriolet. Die Türen hatten keine Kurbelfenster, sondern Steckscheiben. Schalensitze trugen zur sportlichen Note des Modells bei, das wahlweise mit dem 1500- oder 1500-S-Motor geliefert wurde; der Preis ab Werk betrug 12.200 DM.

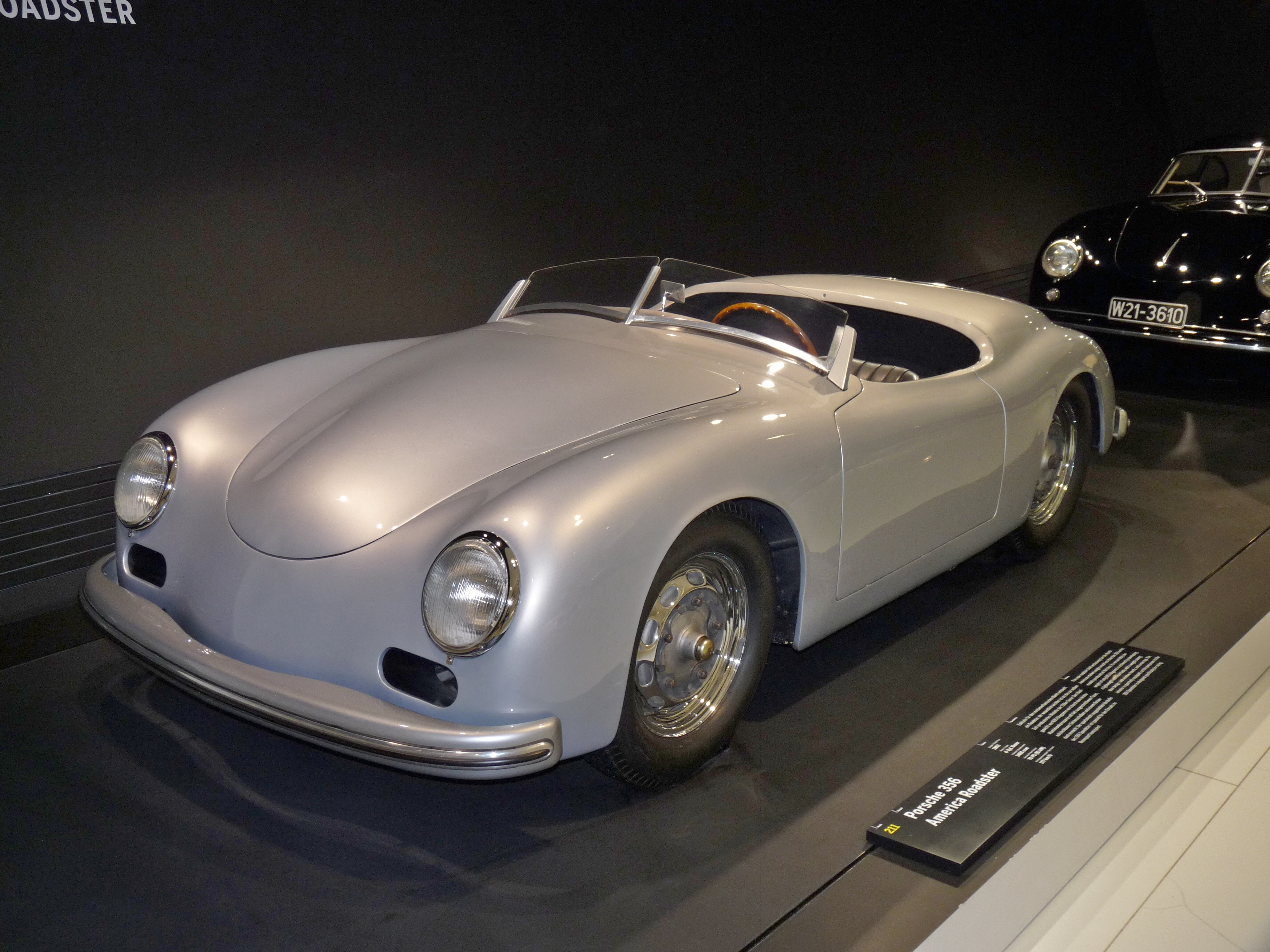
Porsche 356 America Roadster

Vorläufer des Speedsters war 1952 der America Roadster. Er wurde auf Anregung aus Amerika in einer Auflage von 15 Stück gebaut; eins dieser Fahrzeuge blieb in Deutschland. Die handgefertigten Aluminiumkarosserien des America Roadsters entstanden bei der Gläser-Karosserie GmbH in Ullersricht bei Weiden in der Oberpfalz, die – bis 1948 mit Sitz in Dresden – eine der bekanntesten Karosseriebaufirmen war. Der Roadster war 60 kg leichter als das Coupé und erreichte mit dem 70-PS-Motor eine Höchstgeschwindigkeit von 175 km/h.

## A-Modell

### Serienversionen des A-Modells

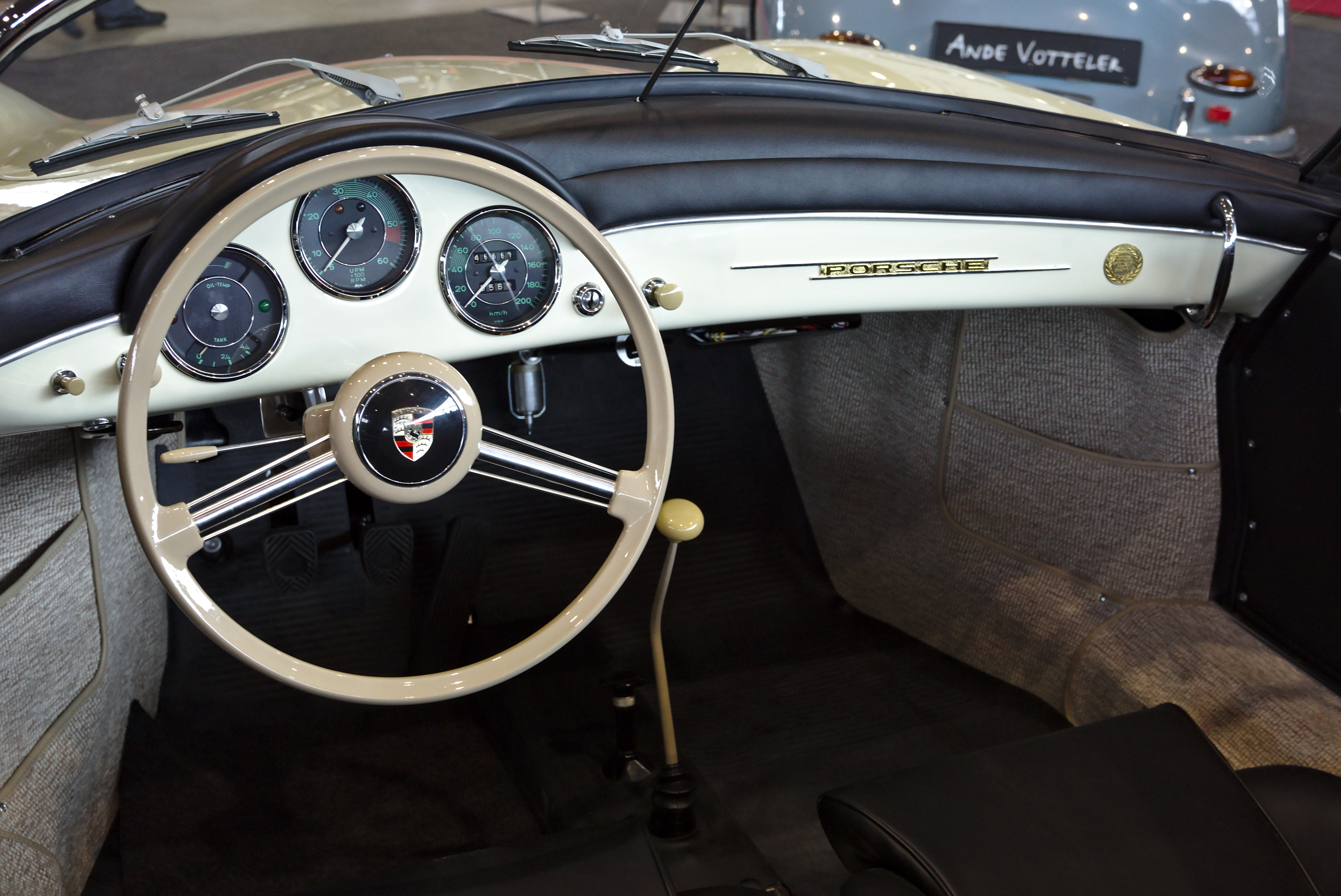
Innenansicht eines 356 A 1600 Speedster auf den Retro Classics 2018

Der Porsche 356 A wurde vom Oktober 1955 bis September 1959 als Coupé, Cabriolet und Speedster bzw. ab 1958 als Convertible D gebaut, außerdem ab 1958 als „Hardtop“ mit abnehmbarem Dach. Der Luftwiderstandsbeiwert des 356 A Coupé soll bei 0,31 gelegen haben, einem für einen Seriensportwagen sehr günstigen Wert, verglichen mit 0,389 des Mercedes-Benz 300 SL. Der Convertible D unterscheidet sich vom Speedster durch eine höhere Windschutzscheibe, ein Verdeck mit größerer Heckscheibe, Kurbelfenster und normal aufgepolsterte Sitze statt der Schalensitze. Das „D“ steht für das Karosseriewerk Drauz, Heilbronn, das den Aufbau lieferte. Als Zubehör gab es ab 1957 für Cabriolet und Speedster ein Hardtop. Der 356 A wurde während seiner Produktionszeit ständig weiterentwickelt. Zunächst verbesserten die damals neuen Lenkungsdämpfer und ein größerer Nachlauf der Vorderräder die Lenkung des 356 A gegenüber der Lenkung seines Vorgängers. Zwei jetzt aus acht Federblättern bestehende Federstäbe machten die Federung vorn weicher. Eine weitere Verbesserung waren die größeren Radbremszylinder. Der 356 A wurde insgesamt 21.045-mal verkauft zu Preisen von 11.400 bis 15.750 DM.

### Technische Daten – Modelljahr 1958
| Porsche 356 A:             | 1600                                                                  | 1600 S                                                                | 1600 GS Carrera „de Luxe“                                             | 1500 GS Carrera „Gran Turismo“                                        |
| -------------------------- | --------------------------------------------------------------------- | --------------------------------------------------------------------- | --------------------------------------------------------------------- | --------------------------------------------------------------------- |
| Motor:                     | 4-Zylinder-Boxermotor (Viertakt)                                      | 4-Zylinder-Boxermotor (Viertakt)                                      | 4-Zylinder-Boxermotor (Viertakt)                                      | 4-Zylinder-Boxermotor (Viertakt)                                      |
| Hubraum:                   | 1582 cm³                                                              | 1582 cm³                                                              | 1587 cm³                                                              | 1498 cm³                                                              |
| Bohrung × Hub:             | 82,5 × 74 mm                                                          | 82,5 × 74 mm                                                          | 87,5 × 66 mm                                                          | 85 × 66 mm                                                            |
| Leistung:                  | 60 PS (44 kW) bei 4500                                                | 75 PS (55 kW) bei 5000                                                | 105 PS (77 kW) bei 6500                                               | 110 PS (81 kW) bei 6400                                               |
| Max. Drehmoment bei 1/min: | 110 Nm bei 2800                                                       | 117 Nm bei 3700                                                       | 121 Nm bei 5000                                                       | 124 Nm bei 5200                                                       |
| Verdichtung:               | 7,5 : 1                                                               | 8,5 : 1                                                               | 9 : 1                                                                 | 9 : 1                                                                 |
| Ventilsteuerung:           | zentrale Nockenwelle, Stößel, Stoßstangen und Kipphebel               | zentrale Nockenwelle, Stößel, Stoßstangen und Kipphebel               | 4 obenliegende Nockenwellen (Königswellenantrieb)                     | 4 obenliegende Nockenwellen (Königswellenantrieb)                     |
| Kühlung:                   | Luftkühlung (Gebläse)                                                 | Luftkühlung (Gebläse)                                                 | Luftkühlung (Gebläse)                                                 | Luftkühlung (Gebläse)                                                 |
| Getriebe:                  | 4-Gang-Getriebe mit Porsche-Ringsynchronisierung, Knüppelschaltung    | 4-Gang-Getriebe mit Porsche-Ringsynchronisierung, Knüppelschaltung    | 4-Gang-Getriebe mit Porsche-Ringsynchronisierung, Knüppelschaltung    | 4-Gang-Getriebe mit Porsche-Ringsynchronisierung, Knüppelschaltung    |
| Radaufhängung vorn:        | Kurbellenkerachse (jeweils zwei längsliegende Traghebel übereinander) | Kurbellenkerachse (jeweils zwei längsliegende Traghebel übereinander) | Kurbellenkerachse (jeweils zwei längsliegende Traghebel übereinander) | Kurbellenkerachse (jeweils zwei längsliegende Traghebel übereinander) |
| Radaufhängung hinten:      | Pendelachse mit Längsschubstreben                                     | Pendelachse mit Längsschubstreben                                     | Pendelachse mit Längsschubstreben                                     | Pendelachse mit Längsschubstreben                                     |
| Federung vorn:             | 2 durchgehende Vierkant-Blattfederstäbe übereinander                  | 2 durchgehende Vierkant-Blattfederstäbe übereinander                  | 2 durchgehende Vierkant-Blattfederstäbe übereinander                  | 2 durchgehende Vierkant-Blattfederstäbe übereinander                  |
| Federung hinten:           | 1 runder querliegender Drehstab auf jeder Seite                       | 1 runder querliegender Drehstab auf jeder Seite                       | 1 runder querliegender Drehstab auf jeder Seite                       | 1 runder querliegender Drehstab auf jeder Seite                       |
| Karosserie:                | Kastenrahmen aus Stahlblech, mit Bodengruppe fest verbunden           | Kastenrahmen aus Stahlblech, mit Bodengruppe fest verbunden           | Kastenrahmen aus Stahlblech, mit Bodengruppe fest verbunden           | Kastenrahmen aus Stahlblech, mit Bodengruppe fest verbunden           |
| Spurweite vorn/hinten:     | 1306/1272 mm                                                          | 1306/1272 mm                                                          | 1306/1272 mm                                                          | 1306/1272 mm                                                          |
| Radstand:                  | 2100 mm                                                               | 2100 mm                                                               | 2100 mm                                                               | 2100 mm                                                               |
| Reifen/Felgen:             | 5.60 – 15 Sport                                                       | 5.60 – 15 Sport                                                       | 5.90 – 15 Supersport                                                  | 5.90 – 15 Supersport                                                  |
| Maße L × B × H:            | 3950 × 1670 × 1310 mm (Convertible und Hardtop 1290 mm)               | 3950 × 1670 × 1310 mm (Convertible und Hardtop 1290 mm)               | 3950 × 1670 × 1310 mm (Convertible und Hardtop 1290 mm)               | 3950 × 1670 × 1310 mm (Convertible und Hardtop 1290 mm)               |
| Leergewicht:               | Coupé 885 kg – Cabriolet 905 kg – Convertible 855 kg                  | Coupé 885 kg – Cabriolet 905 kg – Convertible 855 kg                  | Coupé 885 kg – Cabriolet 905 kg – Convertible 855 kg                  | Coupé 885 kg – Cabriolet 905 kg – Convertible 855 kg                  |
| Höchstgeschwindigkeit:     | 160 km/h                                                              | 175 km/h                                                              | ca. 200 km/h                                                          | 198 km/h                                                              |

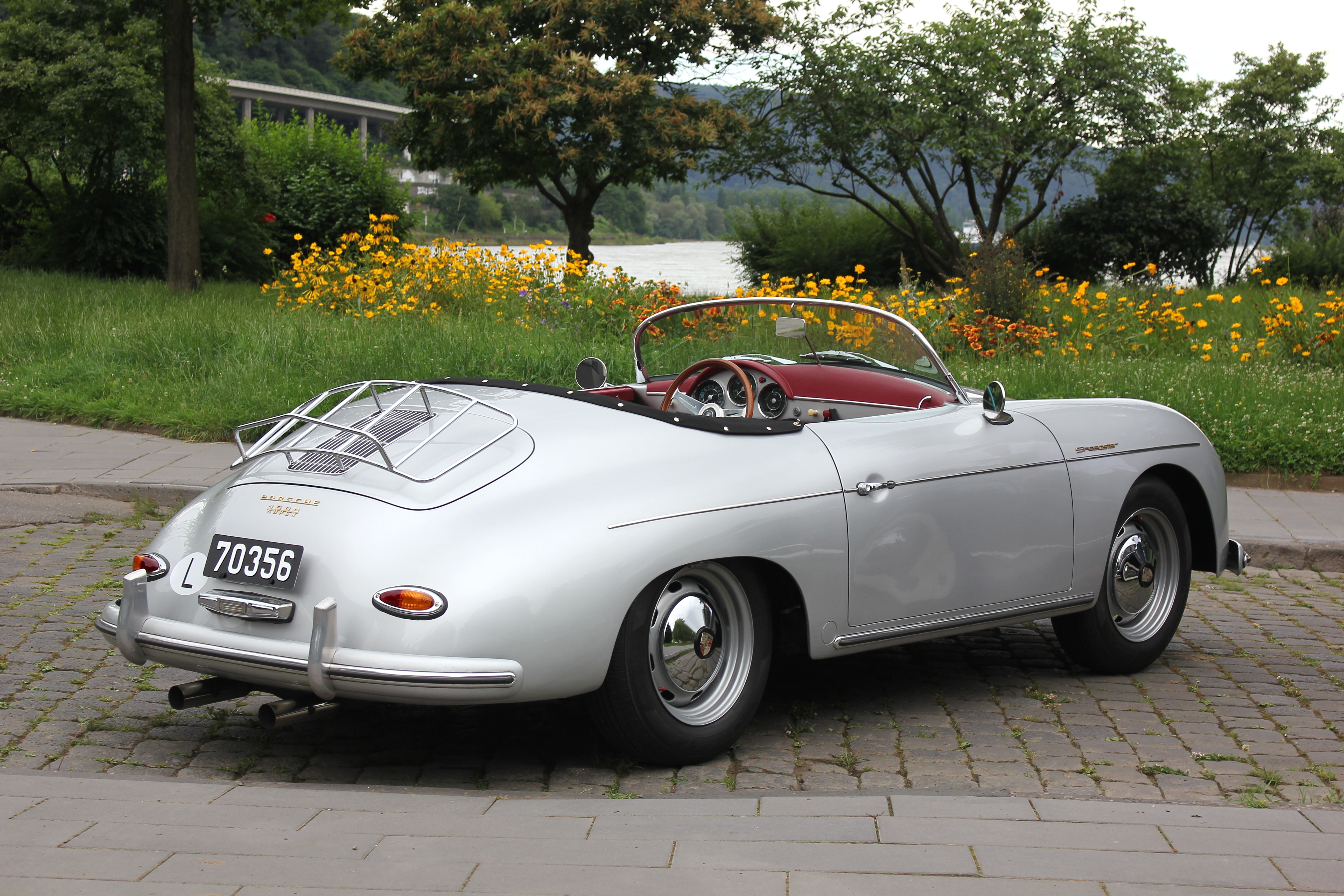
Porsche 356 A Speedster (Replica)

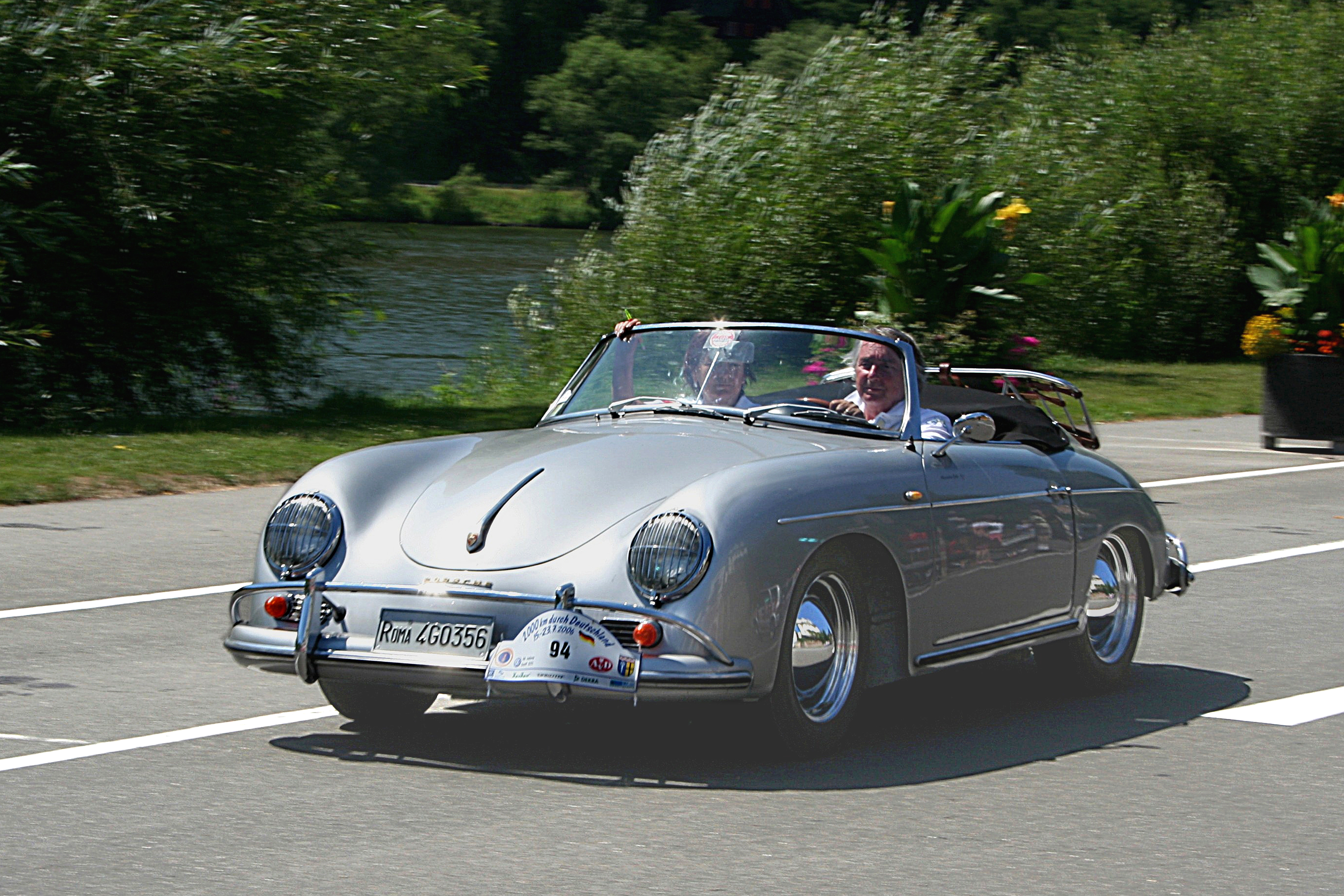
Porsche 356 A Convertible D 1600, Baujahr 1959

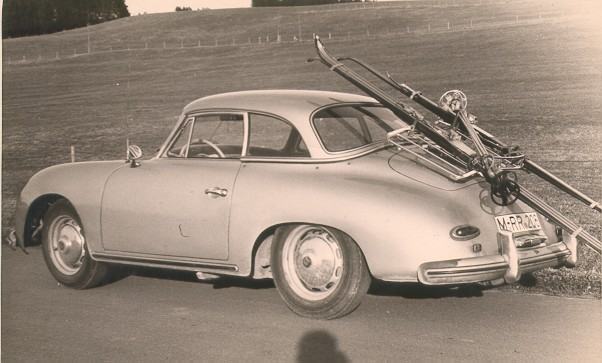
Porsche 356 A-Modell 1958 Cabrio mit Hardtop

Zu Beginn der Baureihe 356 A waren fünf Motortypen im Programm: 1300 mit 44 PS (33 kW), 1300 S mit 60 PS (44 kW), 1600 mit 60 PS, 1600 S mit 75 PS (55 kW) und 1500 GS „Carrera“ mit 100 PS (74 kW). Kurbelgehäuse, Zylinderkopf und Kolben waren bei allen Typen aus Leichtmetall, die Zylinder aus Grauguss.

### Sportversionen

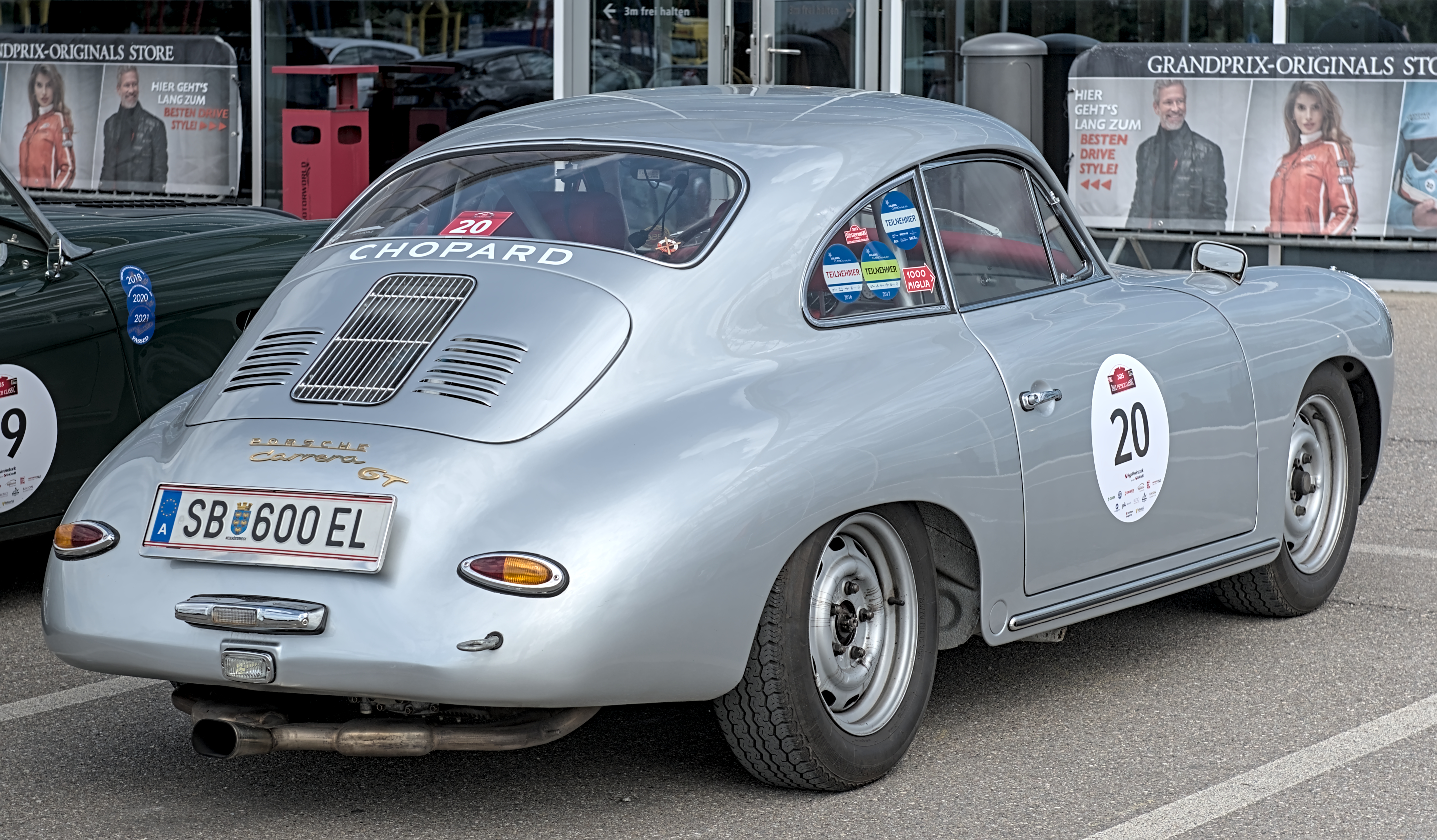
Porsche 356 Carrera 1600 GT Heckansicht

1955 erschien die Sportversion des 356 A, der „1500 GS“(Gran Sport) bzw. Porsche Carrera mit 100 PS (benannt nach dem Langstreckenrennen Carrera Panamericana), der 1958 durch zwei 1600er Versionen ergänzt bzw. ersetzt wurde. Mit dem Modelljahr 1959 trat der „Carrera 1600 GT“ mit 115 PS (85 kW) an die Stelle des „1500 GS Gran Turismo“.
Die Carrera-Modelle waren unter anderem durch die Verwendung von Leichtmetallhauben und Schalensitzen leichter als die anderen Serien-Porsche. Erkennbar ist der „Carrera 1600 GT“ an den jeweils zusätzlichen sechs Luftschlitzen links und rechts neben dem Motorluftgitter. Für den Sporteinsatz konnten Sperrdifferenzial, Sportauspuff, Zentralverschlüsse für die Räder (Rudge-Naben), Ansauglufttrichter statt Luftfiltern und eine elektrisch beheizte Frontscheibe geliefert werden.
1956, 1957 und 1958 gewann jeweils ein „1500 GS Carrera“ unter anderem die Gran-Turismo-Klasse bis 2 Liter beim 1000-km-Rennen auf dem Nürburgring. Paul-Ernst Strähle/Hans-Joachim Walter erreichten 1958 einen Durchschnitt von 118,61 km/h und waren damit schneller als der Sieger der Klasse über 2 Liter. 1959 holte sich die gleiche Mannschaft den Klassensieg mit dem „Carrera 1600 GT“.

## B-Modell

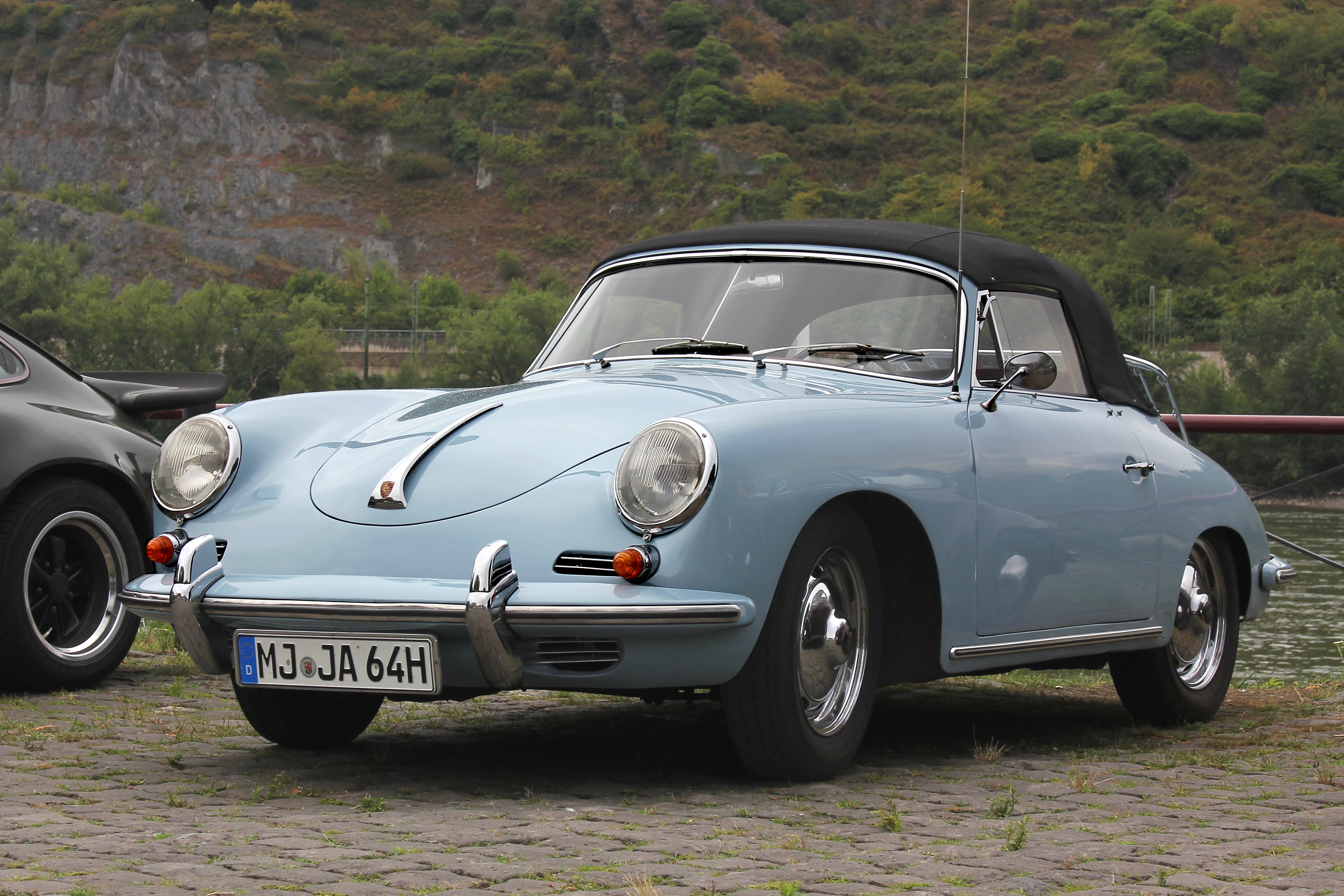
Porsche 356 B Cabriolet, 1959/60

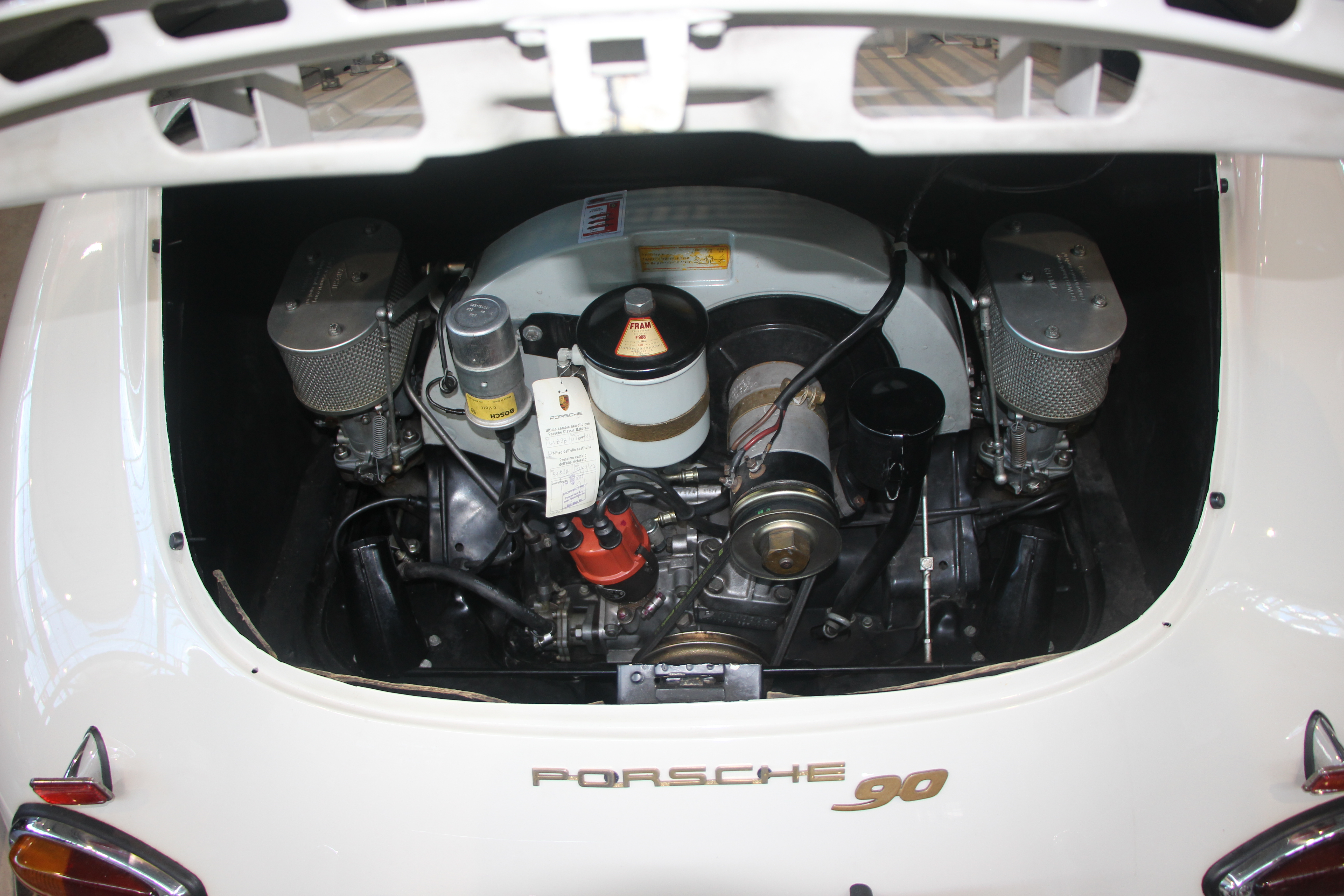
Porsche 356 B 90 Motorraum

### Serienversionen des B-Modells (1959 bis 1963)

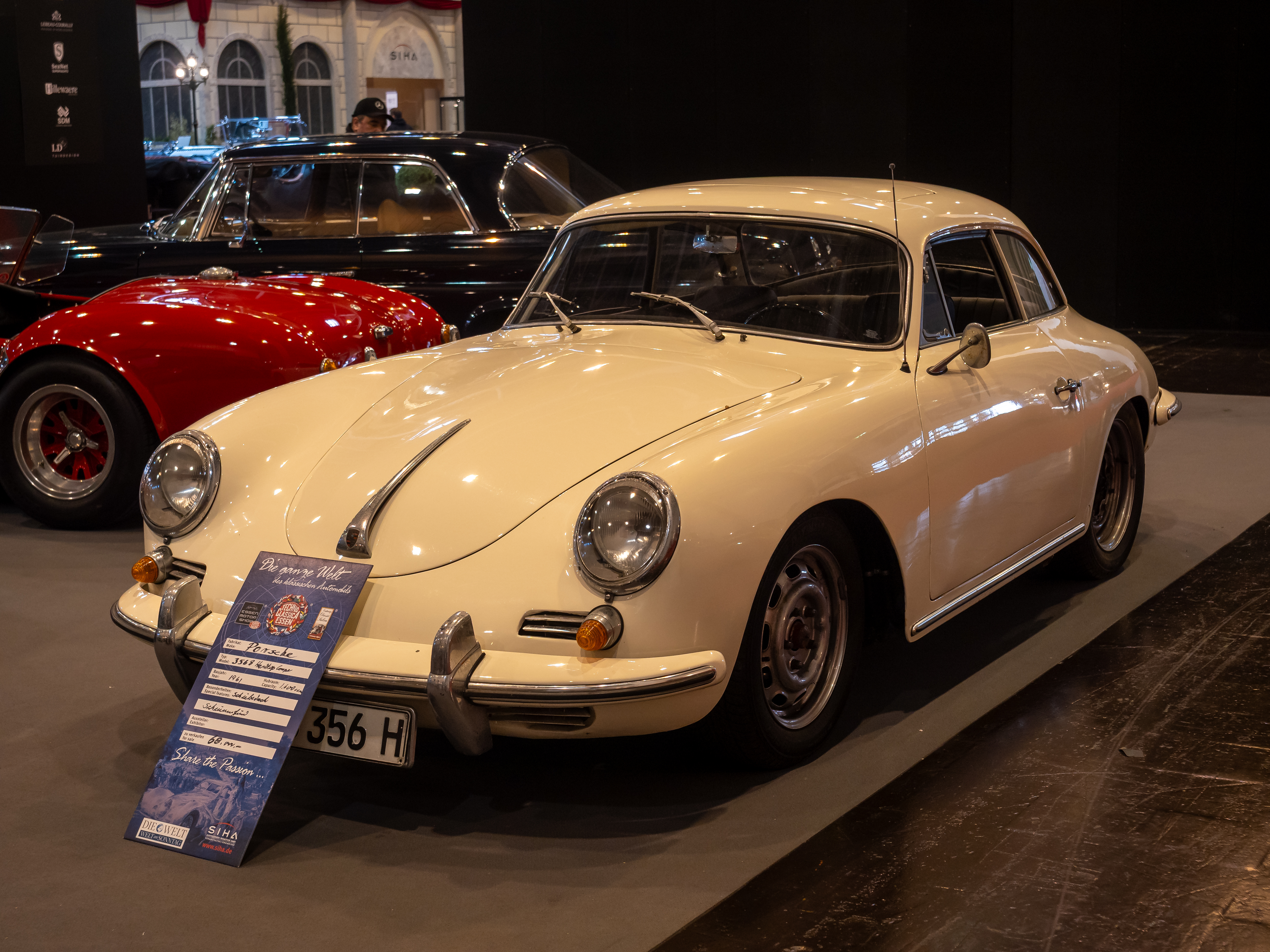
Hardtop von Karmann

Der Porsche 356 wurde von Herbst 1959 bis 1961 als Coupé, Cabriolet/Hardtop und Roadster produziert (der Roadster als Nachfolger des Convertible D). Ab 1960 produzierte Karmann in Osnabrück außerdem das „Hardtop“ mit fest aufgeschweißtem Dach, das sich vom „klassischen“ Porsche-Coupé durch eine abgesetzte Dachlinie (fast wie ein Stufenheck), schmale B-Säulen sowie ein großes Heckfenster unterschied und dem Cabriolet-Hardtop ähnelte. Die Produktion des Roadsters, den zuletzt D’Ieteren in Brüssel fertigte, wurde Ende 1961 (schon als Modell 62/T6) eingestellt.
Vom A-Modell unterschied sich der 356 B in erster Linie durch höher eingesetzte Scheinwerfer und eine dadurch vorn weniger gerundete Linie der Kotflügel. Die Stoßstangen wurden ebenfalls höher angebracht, was in der Frontschürze Lufteinlässe für die neuen Leichtmetall-Trommelbremsen ermöglichte. Der Luftwiderstandsbeiwert stieg jedoch auf 0,398. In die Radkappen war das Porsche-Wappen eingeprägt. Super 90 und Carrera (Sonderwunsch andere Modelle) erhielten eine Ausgleichsfeder an der Hinterachse, um das Übersteuern zu verringern und dem Ausbrechen des Hecks bei schneller Kurvenfahrt entgegenzuwirken. Es war eine Einblattfeder, die sich in der Mitte gegen das Differential abstützte und deren beide Enden über Zuganker und Gummi-Elemente an die Achsrohre angehängt waren. Zum möglichen Ausbrechen des Hecks sagte Ferry Porsche, „daß die Neigung zum Über- oder Untersteuern heute nicht mehr allein von der Achslastverteilung bestimmt wird, sondern von der Fahrgestellabstimmung. Auch den Heckmotorwagen mit einer Achslastverteilung von 55 % hinten und 45 % vorne könnte man, falls erwünscht, zu einem Untersteuerer machen. Das Haus Porsche hält allerdings eine leichte Übersteuerungstendenz für sicherer und daher nützlicher.“
Für das Modelljahr 1962 erfuhr der 356 B unter anderem folgende Änderungen: Motordeckel mit zwei Lufteintrittsgittern, vorderer oder Kofferraumdeckel mit fast geradlinigem Abschluss, Tankeinfüllstutzen außen unter einer Klappe auf dem rechten vorderen Kotflügel, flacherer Tank zugunsten eines größeren Kofferraums, größere Front- und Heckscheiben.

### Technische Daten – Modelljahr 1962

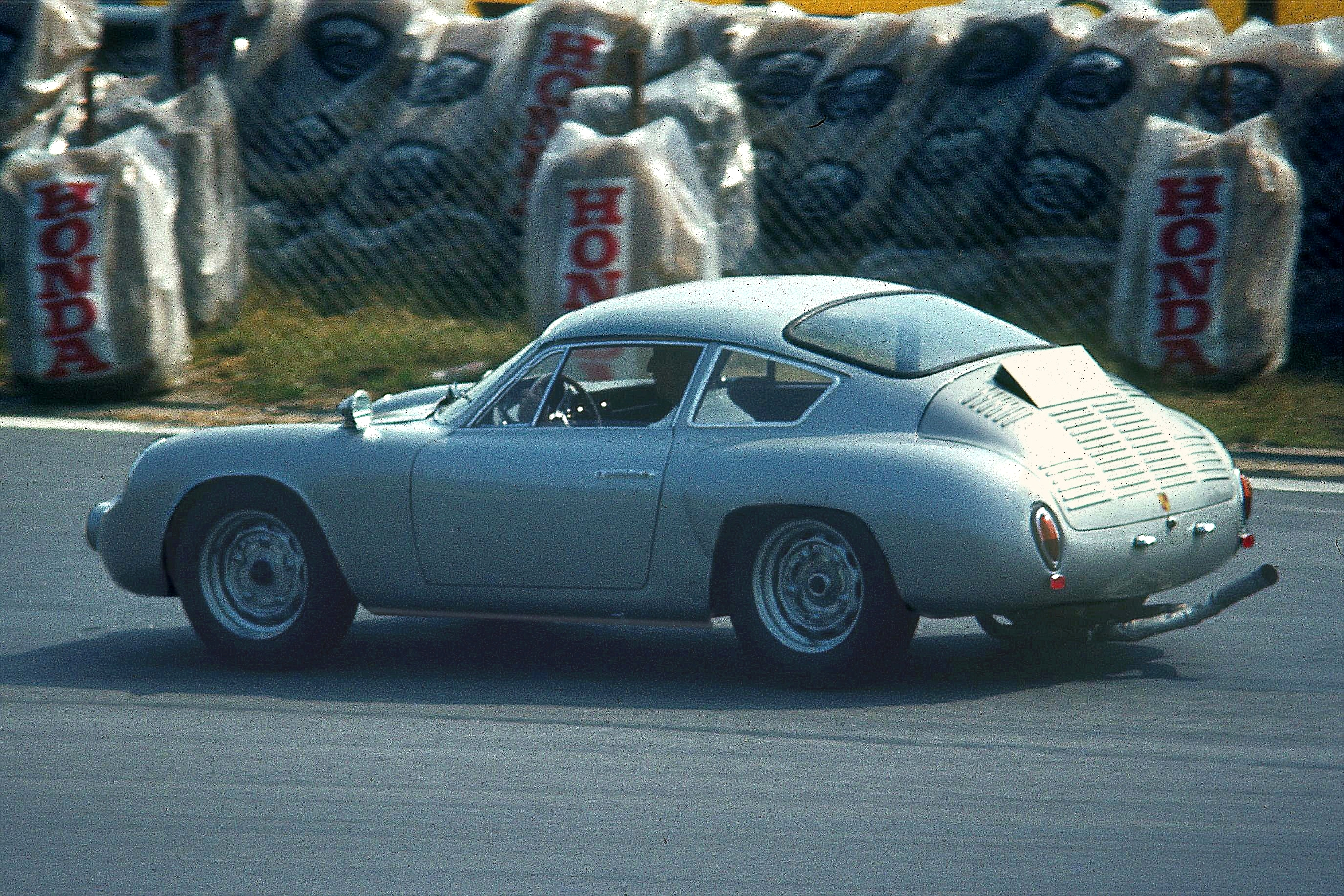
Porsche 356 B Carrera GTL Abarth

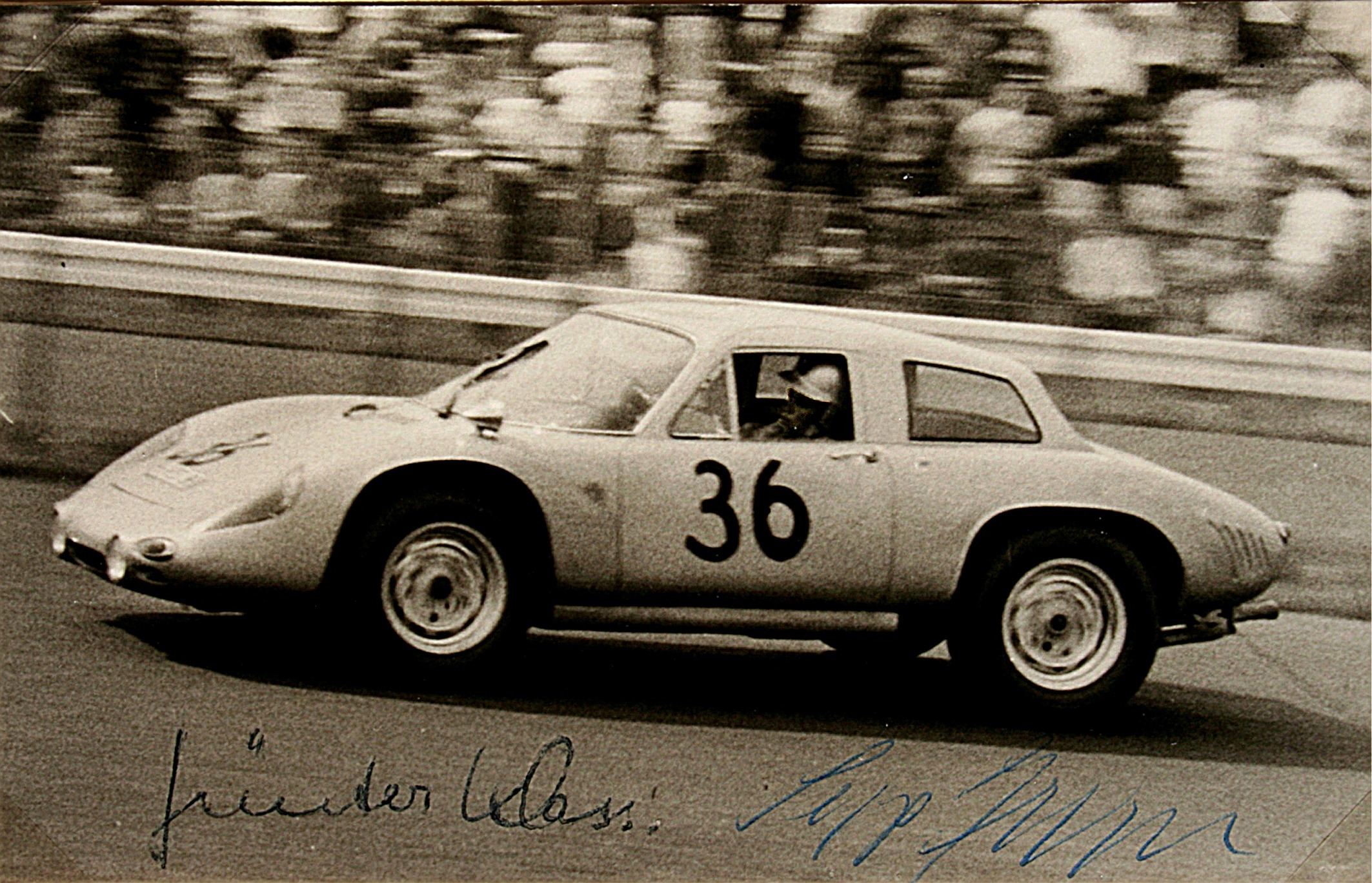
Porsche 356 B 2000 GS Carrera GT (sog. Dreikantschaber)

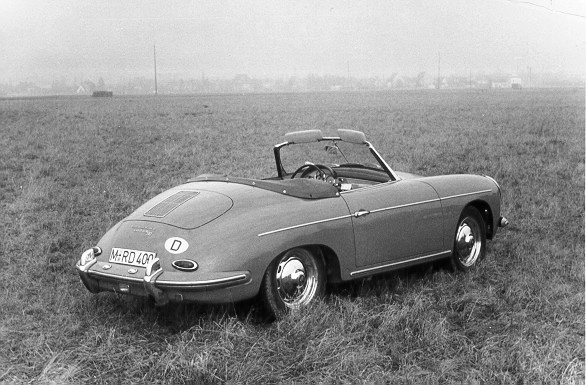
Porsche 356 B Roadster S-90, Baujahr 1961

| Porsche 356 B:             | 1600                                                                            | 1600 S                                                                          | 1600 S-90                                                                       | 2000 GS                                                                         |
| -------------------------- | ------------------------------------------------------------------------------- | ------------------------------------------------------------------------------- | ------------------------------------------------------------------------------- | ------------------------------------------------------------------------------- |
| Motor:                     | 4-Zylinder-Boxermotor (Viertakt)                                                | 4-Zylinder-Boxermotor (Viertakt)                                                | 4-Zylinder-Boxermotor (Viertakt)                                                | 4-Zylinder-Boxermotor (Viertakt)                                                |
| Hubraum:                   | 1582 cm³                                                                        | 1582 cm³                                                                        | 1582 cm³                                                                        | 1966 cm³                                                                        |
| Bohrung × Hub:             | 82,5 × 74 mm                                                                    | 82,5 × 74 mm                                                                    | 82,5 × 74 mm                                                                    | 92 × 74 mm                                                                      |
| Leistung:                  | 60 PS (44 kW) bei 4500                                                          | 75 PS (55 kW) bei 5000                                                          | 90 PS (66 kW) bei 5500                                                          | 130 PS (96 kW) bei 6200                                                         |
| Max. Drehmoment bei 1/min: | 110 Nm bei 2800                                                                 | 117 Nm bei 3700                                                                 | 121 Nm bei 4300                                                                 | 162 Nm bei 4600                                                                 |
| Verdichtung:               | 7,5 : 1                                                                         | 8,5 : 1                                                                         | 9 : 1                                                                           | 9,2 : 1                                                                         |
| Ventilsteuerung:           | zentrale Nockenwelle, Stößel, Stoßstangen und Kipphebel                         | zentrale Nockenwelle, Stößel, Stoßstangen und Kipphebel                         | zentrale Nockenwelle, Stößel, Stoßstangen und Kipphebel                         | DOHC 1 (Königswellen)                                                           |
| Kühlung:                   | Luftkühlung (Gebläse)                                                           | Luftkühlung (Gebläse)                                                           | Luftkühlung (Gebläse)                                                           | Luftkühlung (Gebläse)                                                           |
| Getriebe:                  | 4-Gang-Getriebe mit Porsche-Ringsynchronisierung, Knüppelschaltung              | 4-Gang-Getriebe mit Porsche-Ringsynchronisierung, Knüppelschaltung              | 4-Gang-Getriebe mit Porsche-Ringsynchronisierung, Knüppelschaltung              | 4-Gang-Getriebe mit Porsche-Ringsynchronisierung, Knüppelschaltung              |
| Radaufhängung vorn:        | Kurbellenkerachse mit Stabilisator                                              | Kurbellenkerachse mit Stabilisator                                              | Kurbellenkerachse mit Stabilisator                                              | Kurbellenkerachse mit Stabilisator                                              |
| Radaufhängung hinten:      | Pendelachse mit Längsschubstreben                                               | Pendelachse mit Längsschubstreben                                               | Pendelachse mit Längsschubstreben                                               | Pendelachse mit Längsschubstreben                                               |
| Federung vorn:             | 2 durchgehende Vierkant-Drehstabfedern übereinander aus einzelnen Federblättern | 2 durchgehende Vierkant-Drehstabfedern übereinander aus einzelnen Federblättern | 2 durchgehende Vierkant-Drehstabfedern übereinander aus einzelnen Federblättern | 2 durchgehende Vierkant-Drehstabfedern übereinander aus einzelnen Federblättern |
| Federung hinten:           | 1 runder querliegender Drehstab auf jeder Seite                                 | 1 runder querliegender Drehstab auf jeder Seite                                 | 1 runder querliegender Drehstab auf jeder Seite                                 | 1 runder querliegender Drehstab auf jeder Seite                                 |
| Karosserie:                | Kastenrahmen aus Stahlblech, Karosserie mit Bodengruppe fest verbunden          | Kastenrahmen aus Stahlblech, Karosserie mit Bodengruppe fest verbunden          | Kastenrahmen aus Stahlblech, Karosserie mit Bodengruppe fest verbunden          | Kastenrahmen aus Stahlblech, Karosserie mit Bodengruppe fest verbunden          |
| Spurweite vorn/hinten:     | 1306/1272 mm                                                                    | 1306/1272 mm                                                                    | 1306/1272 mm                                                                    | 1306/1272 mm                                                                    |
| Radstand:                  | 2100 mm                                                                         | 2100 mm                                                                         | 2100 mm                                                                         | 2100 mm                                                                         |
| Reifen/Felgen:             | 165 – 4,5 × 15 Sport                                                            | 165 – 4,5 × 15 Sport                                                            | 165 – 4,5 × 15 (Gürtel)                                                         | 165 – 4,5 × 15 (Gürtel)                                                         |
| Maße L × B × H:            | 4010 × 1670 × 1330 mm (Hardtop 1315 mm)                                         | 4010 × 1670 × 1330 mm (Hardtop 1315 mm)                                         | 4010 × 1670 × 1330 mm (Hardtop 1315 mm)                                         | 4010 × 1670 × 1330 mm (Hardtop 1315 mm)                                         |
| Leergewicht:               | Roadster: 870 kg, 900–935 kg                                                    | Roadster: 870 kg, 900–935 kg                                                    | Roadster: 870 kg, 900–935 kg                                                    | 1010 kg                                                                         |
| Höchstgeschwindigkeit:     | 160 km/h                                                                        | 175 km/h                                                                        | 180 km/h                                                                        | 200 km/h                                                                        |

### Sportversionen des B-Modells

#### 356 1600 GS Carrera GT (Coupé)
- 4-Zylinder-Saugmotor (Boxer), 1588 cm³, obenliegende Nockenwellen mit Königswellenantrieb, 115 PS (85 kW) (bis Modelljahr 1961)

#### 356 B Carrera GTL Abarth (Coupé)
- 4-Zylinder-Saugmotor (Boxer), 1588 cm³, obenliegende Nockenwellen mit Königswellenantrieb, 115 PS/85 kW bei 6500/min (1960 – 20 Stück[11])

Außer dem serienmäßigen 115-PS-Motor mit 82-Phon-Auspuff bot Porsche zwei leistungsgesteigerte Versionen an: 128 PS (94 kW) bei 6700/min mit Sportauspuff sowie 135 PS (99 kW) bei 7400/min mit dem offenen Rennauspuff Sebring.
Die Technik entsprach weitestgehend der der Modellreihe 356 B, jedoch entwarf für Abarth (Turin) Franco Scaglione eine strömungsgünstigere Karosserie, die bei Zagato aus Aluminium gebaut wurde. Jegliche luxuriöse Innenausstattung fehlte, so dass ca. 140 kg gegenüber dem 356 B für die Straße und ca. 20 kg im Vergleich zum Carrera GT von Reutter eingespart wurden. Zur Ausstattung des „Abarth“ gehörten: Trockensumpfschmierung, 12-Volt-Elektronetz, Batteriedoppelzündung, ein Vierganggetriebe, das wahlweise mit geänderten Übersetzungen geliefert werden konnte, Sperrdifferenzial und 80-l-Benzintank; Extras waren ein Sportauspuff, Speziallufttrichter, Sicherheitsgurte, Überrollbügel und Räder mit Zentralverschlüssen.
Die Höchstgeschwindigkeit mit dem 135-PS-Motor lag knapp über 230 km/h, mit dem Serienmotor bei etwa 210 km/h. In der stärksten Ausführung beschleunigte der GTL-Abarth in 8,8 s auf 100 km/h und in 26,5 s auf 180 km/h. Mit dem ersten gebauten Abarth gewannen Herbert Linge/Hans-Joachim Walter 1960 ihre Klasse beim 24-Stunden-Rennen von Le Mans.
Das Grundmodell des Carrera Abarth kostete 25.000 DM.

#### 356 2000 GS Carrera 2 (Coupé und Cabrio)

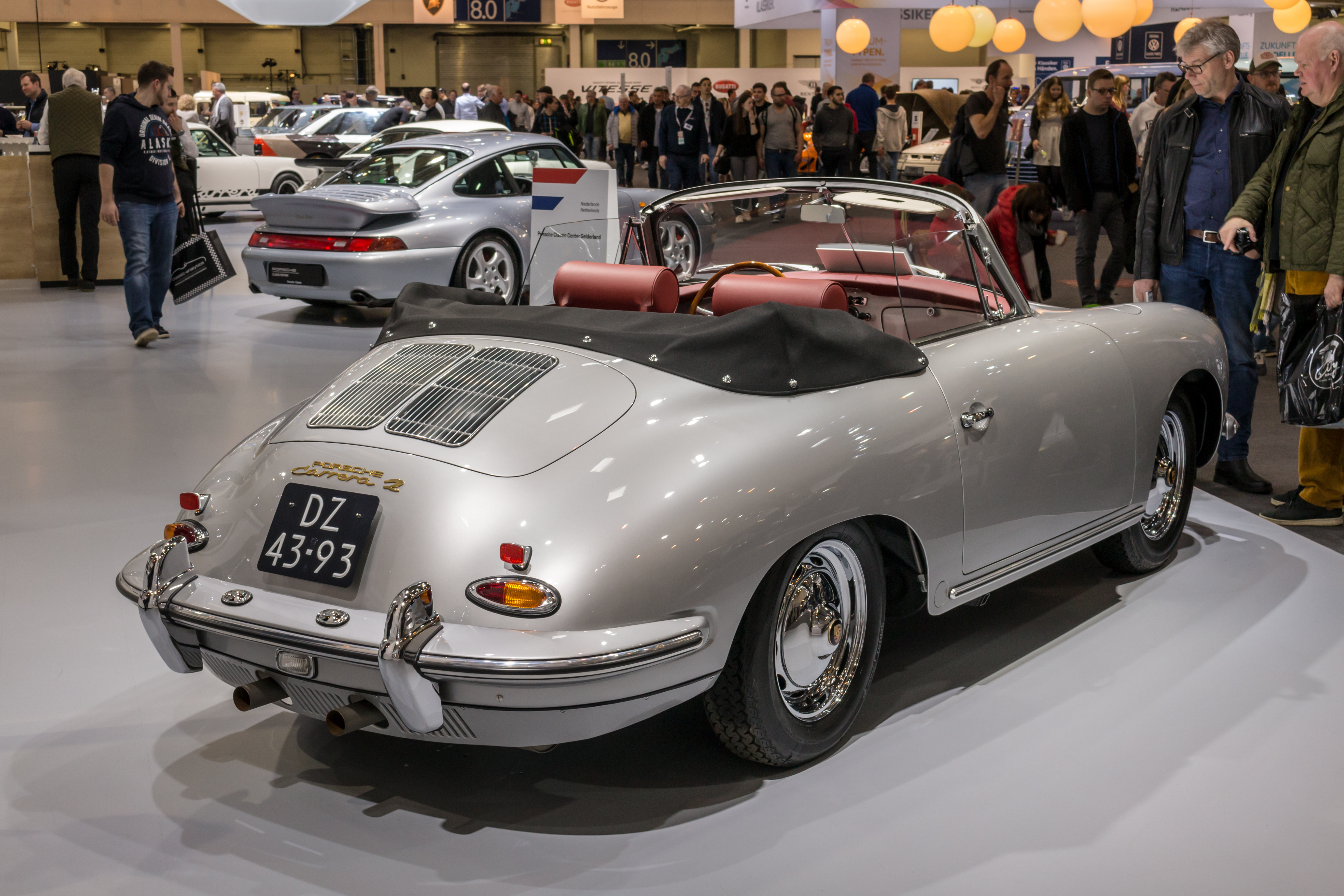
2000 GS Carrera 2 Cabrio

- 4-Zylinder-Saugmotor (Boxer), 1966 cm³, obenliegende Nockenwellen mit Königswellenantrieb, 130 PS (96 kW) (ab Modelljahr 1962)

Der Carrera 2 ist das Spitzenmodell der 356er-Baureihe und der erste Serien-Porsche mit Scheibenbremsen. Diese Bremsen waren eine Porsche-eigene Konstruktion, die sich von anderen dadurch unterschied, dass die Scheiben von innen umgriffen wurden. Der Außenrand war daher an einem sternförmigen Nabenträger befestigt.
In der Ausführung als Reisewagen mit 130 PS (Beschleunigung 0–100 km/h nach Werksangabe in 8,9 s) kostete das Carrera-2-Coupé 23.700 DM, das Cabriolet 24.850 DM.
Die Sportausführung 2000 GS-GT hatte Türen und Haubendeckel aus Leichtmetall, ein Holzlenkrad, Seiten- und Heckscheibe aus Plexiglas; Rücksitze und Stoßstangenhörner fehlten (für Rundstreckenrennen werden die Stoßstangen meist ganz entfernt). Die Motorleistung wurde auf bis zu 155 PS (114 kW) bei 6600/min angehoben; Verdichtung 9,8 : 1. Der GT hat einen 110-Liter-Tank (sonst 50 Liter), der von außen durch einen Einfüllstutzen in der vorderen Haube gefüllt wird. Preis des Wagens seinerzeit: 26.700 DM.

#### 2000 GS Carrera GT
Zum 24-Stunden-Rennen von Le Mans 1962 erschien ein Porsche-Prototyp mit 2-Liter-Motor und einer speziell für Hochgeschwindigkeitskurse entwickelten Karosserie: Der Bug ist weit nach unten gezogen, das Dach reißt plötzlich ab, im Gegensatz zu dem fließenden Verlauf des standardmäßigen 356er-Hecks. Wegen der so entstandenen Fahrzeugsilhouette wird der Wagen scherzhaft „Dreikantschaber“ genannt.
1963 erhielt der Carrera 2 als Werkswagen unter der Bezeichnung Porsche 2000 GS-GT diese oder eine ganz ähnliche Karosserie. Bei der Targa Florio fuhren Edgar Barth/Herbert Linge mit diesem Typ auf den dritten Platz des Gesamtklassements und wurden Erster unter allen Gran-Turismo-Wagen. Beim 1000-km-Rennen desselben Jahres auf dem Nürburgring wurde der 2000 GS-GT unter Hans-Joachim Walter/Ben Pon/Herbert Linge/Edgar Barth Vierter in der Gesamtwertung und Sieger der GT-Fahrzeuge bis 2 Liter Hubraum.
1964 setzte der Privatfahrer Günter Klass einen „Dreikantschaber“ mit 1,6-Liter-Motor bei Langstreckenrennen ein.

## C-Modell

### Serienversionen des C-Modells (Mitte 1963 bis April 1965)

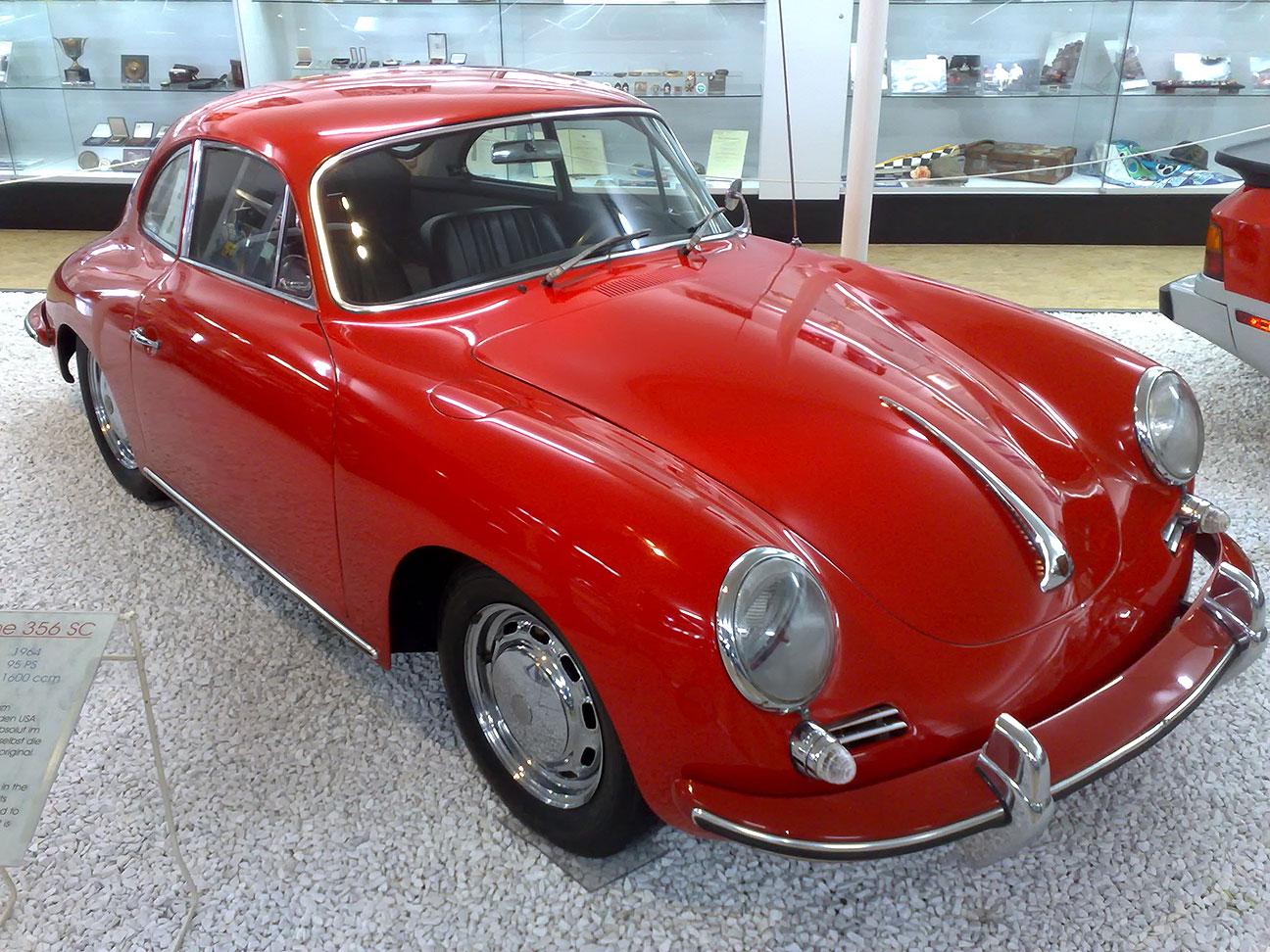
Porsche 356 SC im Original-Auslieferungszustand, zu sehen im Auto- und Technikmuseum Sinsheim

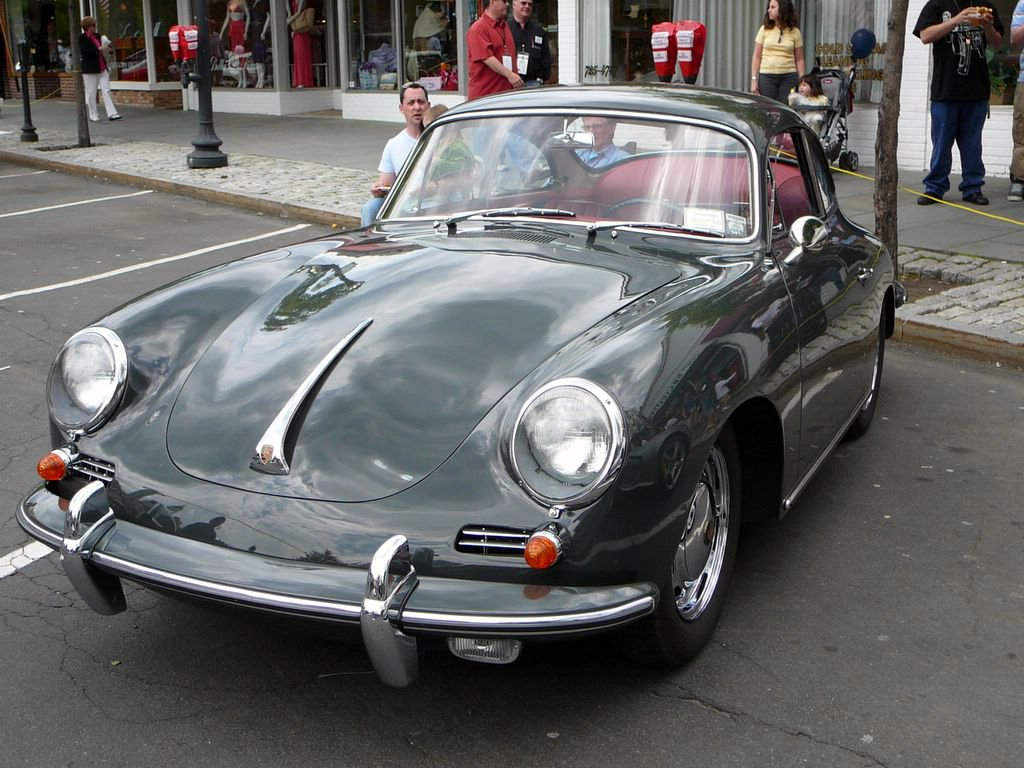
Ein Porsche 356 C 2000 GS Carrera 2 Coupé auf dem Scarsdale Concurs 2006

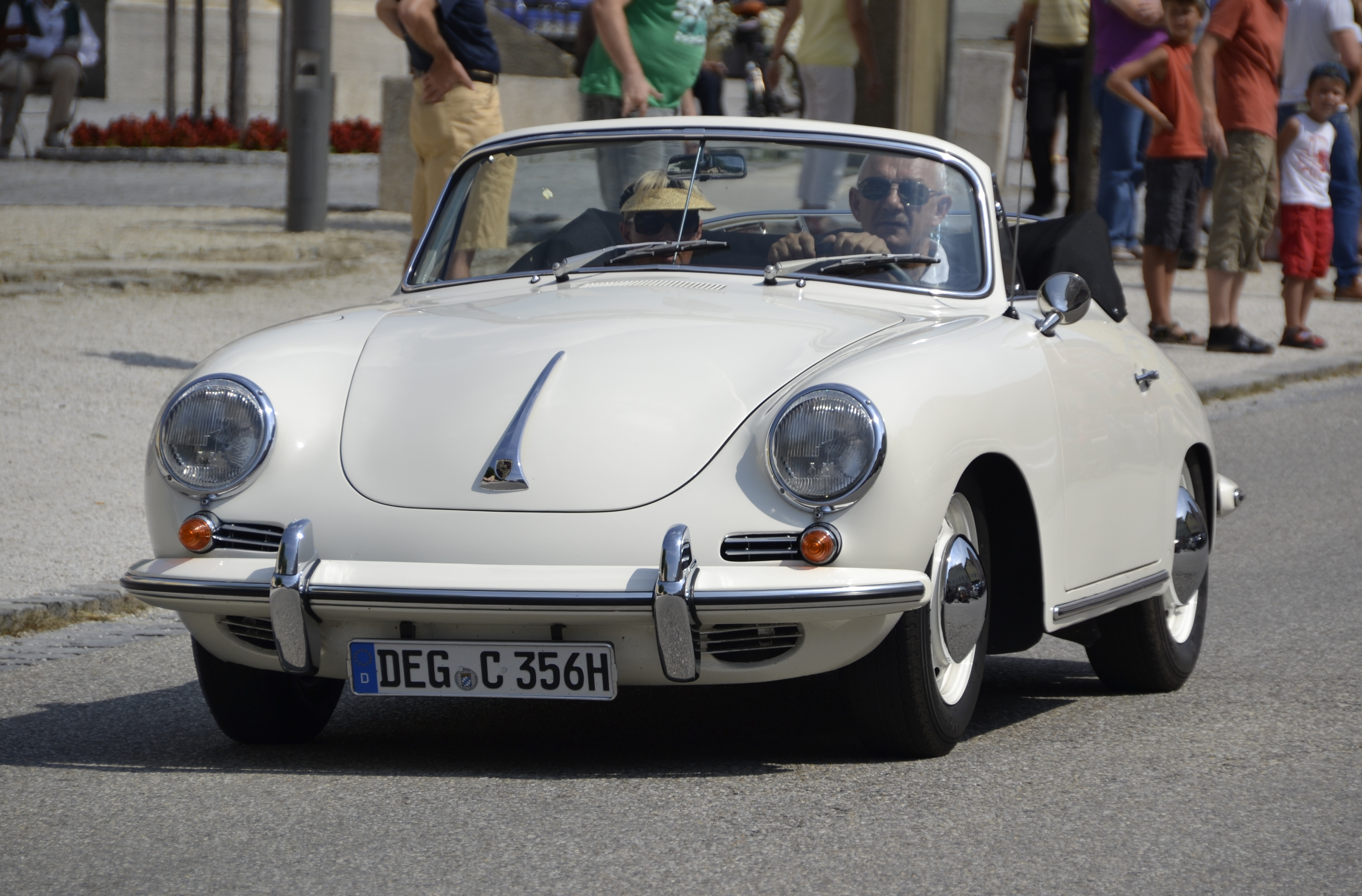
Porsche 356 C

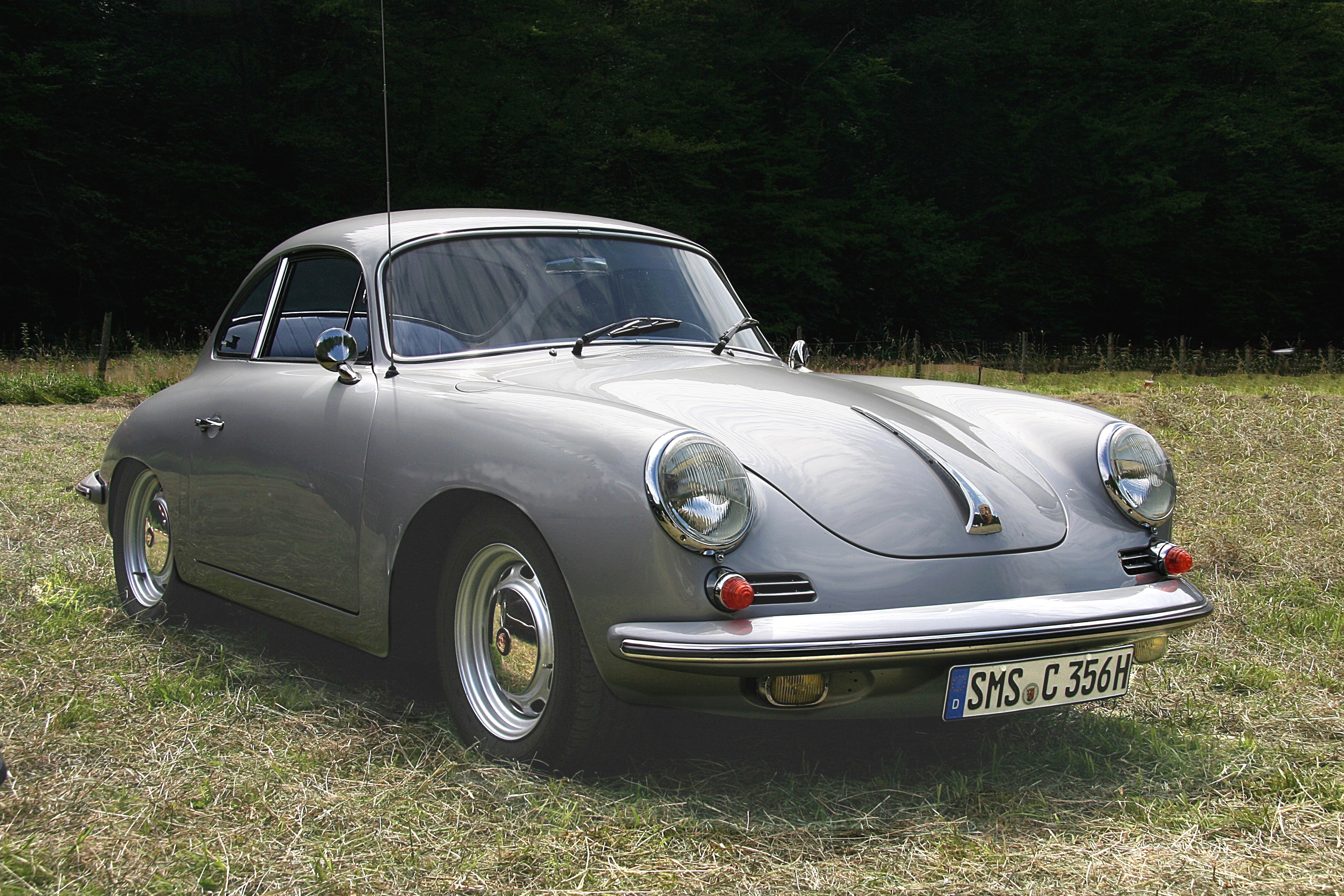
Porsche 356 C bei einem Oldtimertreffen 2007 in Vallendar

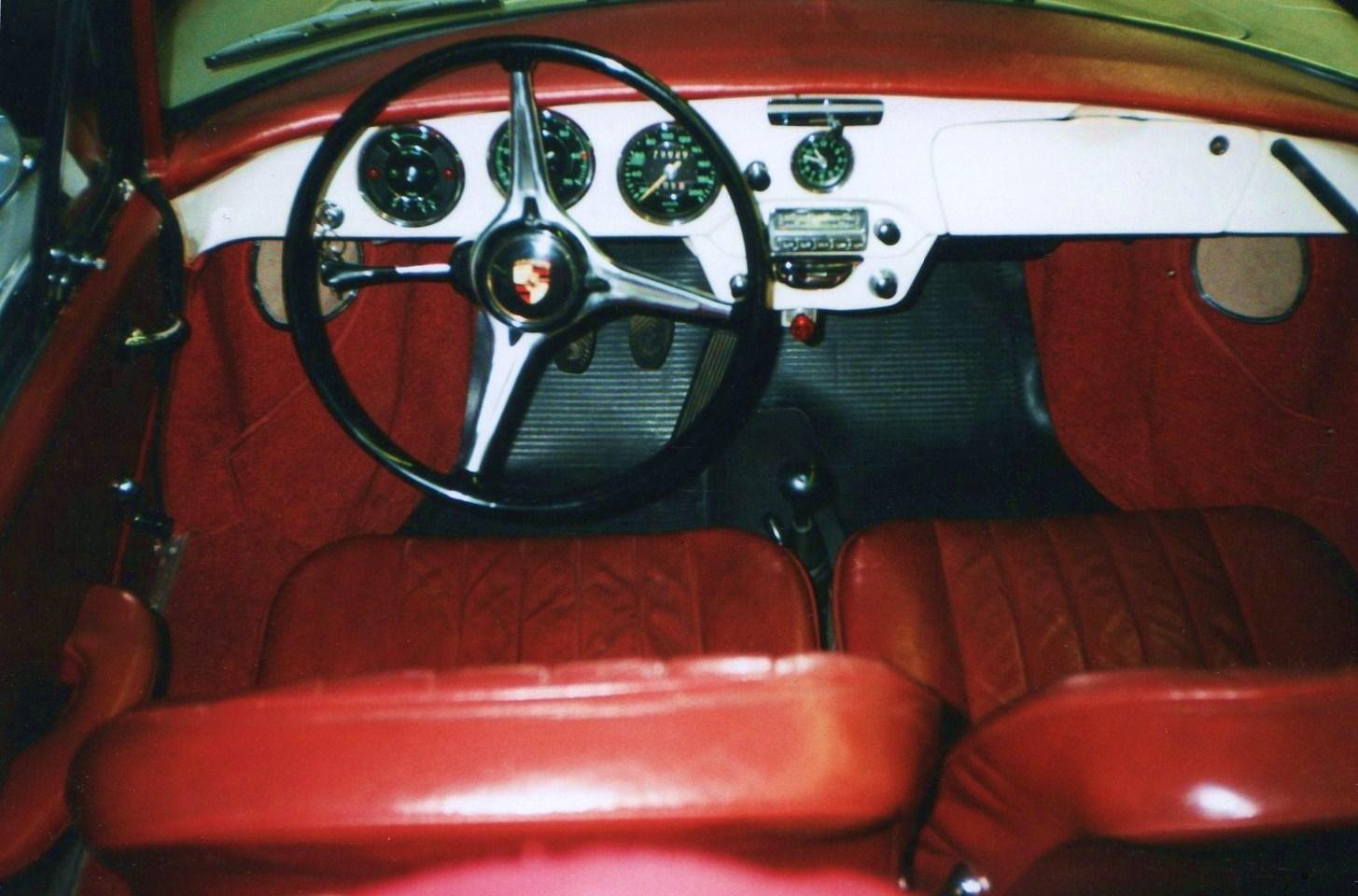
Der Innenraum eines Porsche 356 C 1600 SC.

Der Porsche 356 C ist äußerlich vom 356 B T6 kaum zu unterscheiden. Auffallend sind die geänderten Räder mit schlichteren Radkappen zunächst ohne Porschewappen. Bedingt ist die Änderung der Radschüsseln dadurch, dass Porsche jetzt alle Serienfahrzeuge mit Scheibenbremsen ausstattete (Ate-Bremsen nach Dunlop-Lizenz). Die hintere Ausgleichsfeder wurde nur noch als Sonderausstattung geliefert. Auf Wunsch war zudem ein Sperrdifferenzial erhältlich.
Die Auswahl an Motoren wurde (einschließlich Carrera) auf drei reduziert, das heißt, die 60-PS-Version (auch „Dame“ genannt) entfiel. Als Karosserievarianten wurden Coupé und Cabriolet angeboten.

### Technische Daten – Modelljahr 1964
| Motor:                     | 4-Zylinder-Boxermotor (Viertakt)                                    | 4-Zylinder-Boxermotor (Viertakt)                                    |                       |                       |
| Hubraum:                   | 1582 cm³                                                            | 1582 cm³                                                            |                       |                       |
| Bohrung × Hub:             | 82,5 × 74 mm                                                        | 82,5 × 74 mm                                                        |                       |                       |
| Leistung:                  | 75 PS (55 kW) bei 5200                                              | 95 PS (70 kW) bei 5800                                              |                       |                       |
| Max. Drehmoment bei 1/min: | 123 Nm bei 3600                                                     | 124 Nm bei 4200                                                     |                       |                       |
| Verdichtung:               | 8,5 : 1                                                             | 9,5 : 1                                                             |                       |                       |
| Ventilsteuerung:           | zentrale Nockenwelle, Stößel, Stoßstangen und Kipphebel             | zentrale Nockenwelle, Stößel, Stoßstangen und Kipphebel             |                       |                       |
| Kühlung:                   | Luftkühlung (Gebläse)                                               | Luftkühlung (Gebläse)                                               |                       |                       |
| Getriebe:                  | 4-Gang-Getriebe, Knüppelschaltung                                   | 4-Gang-Getriebe, Knüppelschaltung                                   |                       |                       |
| Radaufhängung vorn:        | Kurbellenkerachse mit Stabilisator                                  | Kurbellenkerachse mit Stabilisator                                  |                       |                       |
| Radaufhängung hinten:      | Pendelachse mit Längsschubstreben                                   | Pendelachse mit Längsschubstreben                                   |                       |                       |
| Federung vorn:             | 2 durchgehende Blattfederstäbe                                      | 2 durchgehende Blattfederstäbe                                      |                       |                       |
| Federung hinten:           | 1 runder Drehstab auf jeder Seite                                   | 1 runder Drehstab auf jeder Seite                                   |                       |                       |
| Karosserie:                | Kastenrahmen aus Stahlblech, Karosserie mit Bodengruppe verschweißt | Kastenrahmen aus Stahlblech, Karosserie mit Bodengruppe verschweißt |                       |                       |
| Spurweite vorn/hinten:     | 1306/1272 mm                                                        | 1306/1272 mm                                                        |                       |                       |
| Radstand:                  | 2100 mm                                                             | 2100 mm                                                             |                       |                       |
| Reifen/Felgen:             | 5.60 – 15 Sport                                                     | 165 – 15 (Gürtel)                                                   |                       |                       |
| Maße L × B × H:            | 4010 × 1670 × 1315 mm                                               | 4010 × 1670 × 1315 mm                                               | 4010 × 1670 × 1315 mm | 4010 × 1670 × 1315 mm |
| Leergewicht:               | 935 kg                                                              | 935 kg                                                              |                       |                       |
| Höchstgeschwindigkeit:     | 175 km/h                                                            | 185 km/h                                                            |                       |                       |

### Sportversionen des C-Modells
356 Carrera 2 (Coupé und Cabrio):
Der Carrera 2 wurde mit den entsprechenden C-Modifikationen (neu: Ate-Scheibenbremsen, Armaturenbrett) nahezu unverändert weitergebaut.
1600 CS
Für den Rallye- oder Renneinsatz des 1600 CS bot Porsche unter anderem wahlweise einen 70- oder 90-Liter-Tank an, Ansaugtrichter statt Luftfilter, Überrollbügel, Unterschutz für Motor und Getriebe, Heckfenster aus Plexiglas, Schalensitze, 15-Zoll-Räder aus Leichtmetall und eine Ausgleichsfeder an der Hinterachse. Kurbelgehäuse, Zylinder und Zylinderkopf sind aus Leichtmetall.

## Bestand mit deutscher Zulassung am 1. Januar 2007

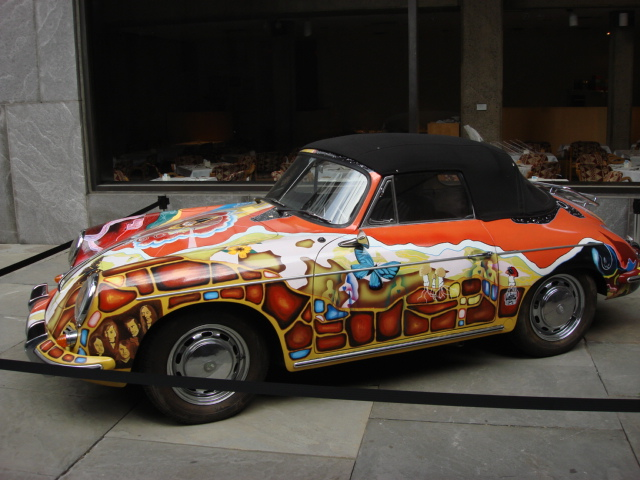
Janis Joplins Porsche 356 C 1600 SC Cabriolet

| Typ                           | Bestand |
| ----------------------------- | ------- |
| 356 vor A                     | 12      |
| 356 vor A 1300/1300 S         | 1       |
| 356 vor A 1500/1500 S         | 8       |
| 356 A 1300                    | 5       |
| 356 A 1500 GS                 | 7       |
| 356 A 1600 / 1600 S / 1600 GS | 94      |
| 356 B 1600 / 1600 S           | 407     |
| 356 C 1600 C                  | 241     |
| 356 C 1600 SC                 | 127     |
| 356 C 2000 GS                 | 18      |
| Gesamt                        | 920     |

## Produktionszahlen
| Jahr   | Produktion |
| ------ | ---------- |
| 1949   | 52         |
| 1950   | 335        |
| 1951   | 1.112      |
| 1952   | 1.303      |
| 1953   | 1.978      |
| 1954   | 1.934      |
| 1955   | 2.952      |
| 1956   | 4.264      |
| 1957   | 5.191      |
| 1958   | 5.980      |
| 1959   | 7.032      |
| 1960   | 7.598      |
| 1961   | 8.274      |
| 1962   | 8.205      |
| 1963   | 9.672      |
| 1964   | 10.575     |
| 1965   | 1.685      |
| 1966   | 10         |
| Gesamt | 78.152     |

## Replikate

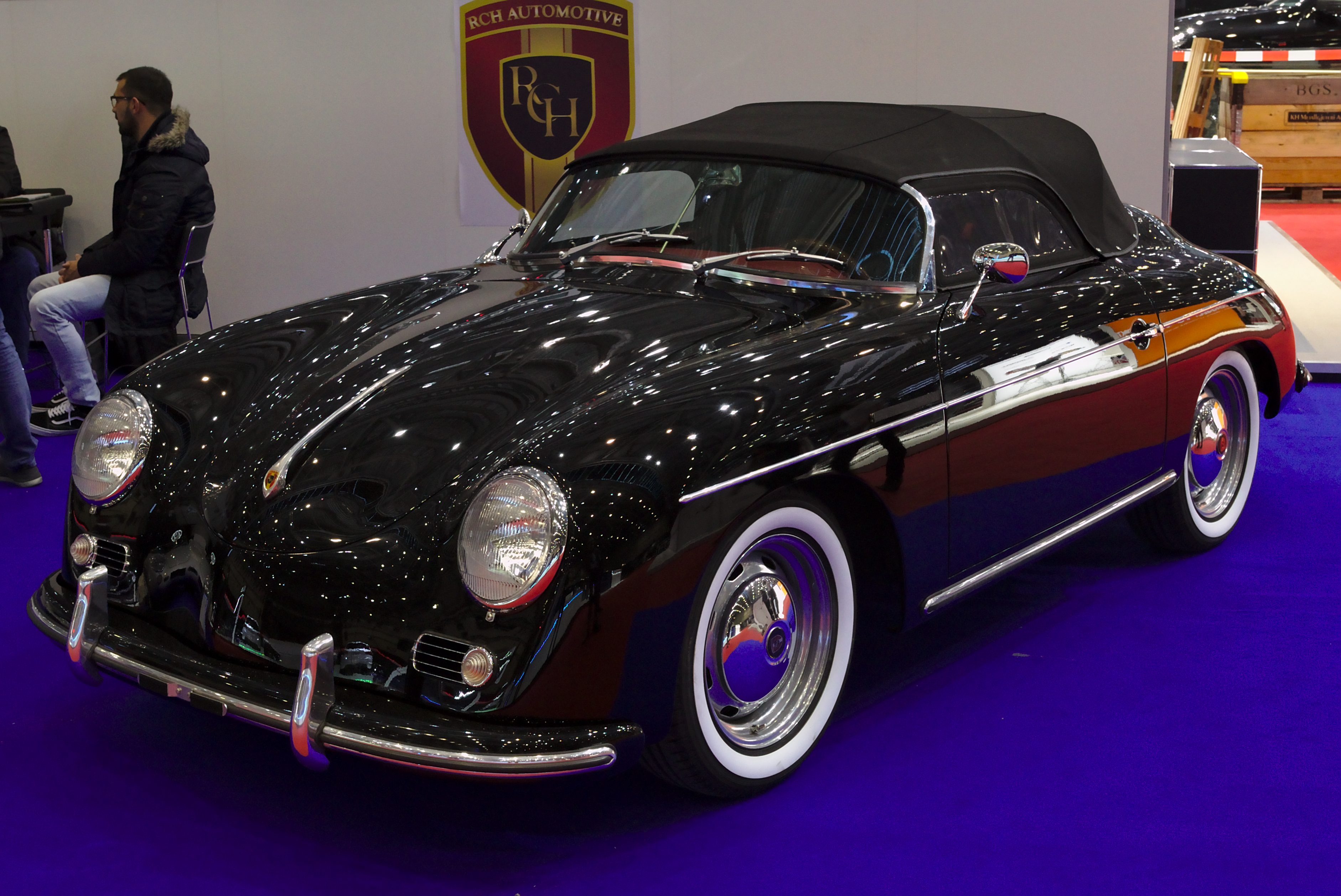
Replika des 356 Speedster

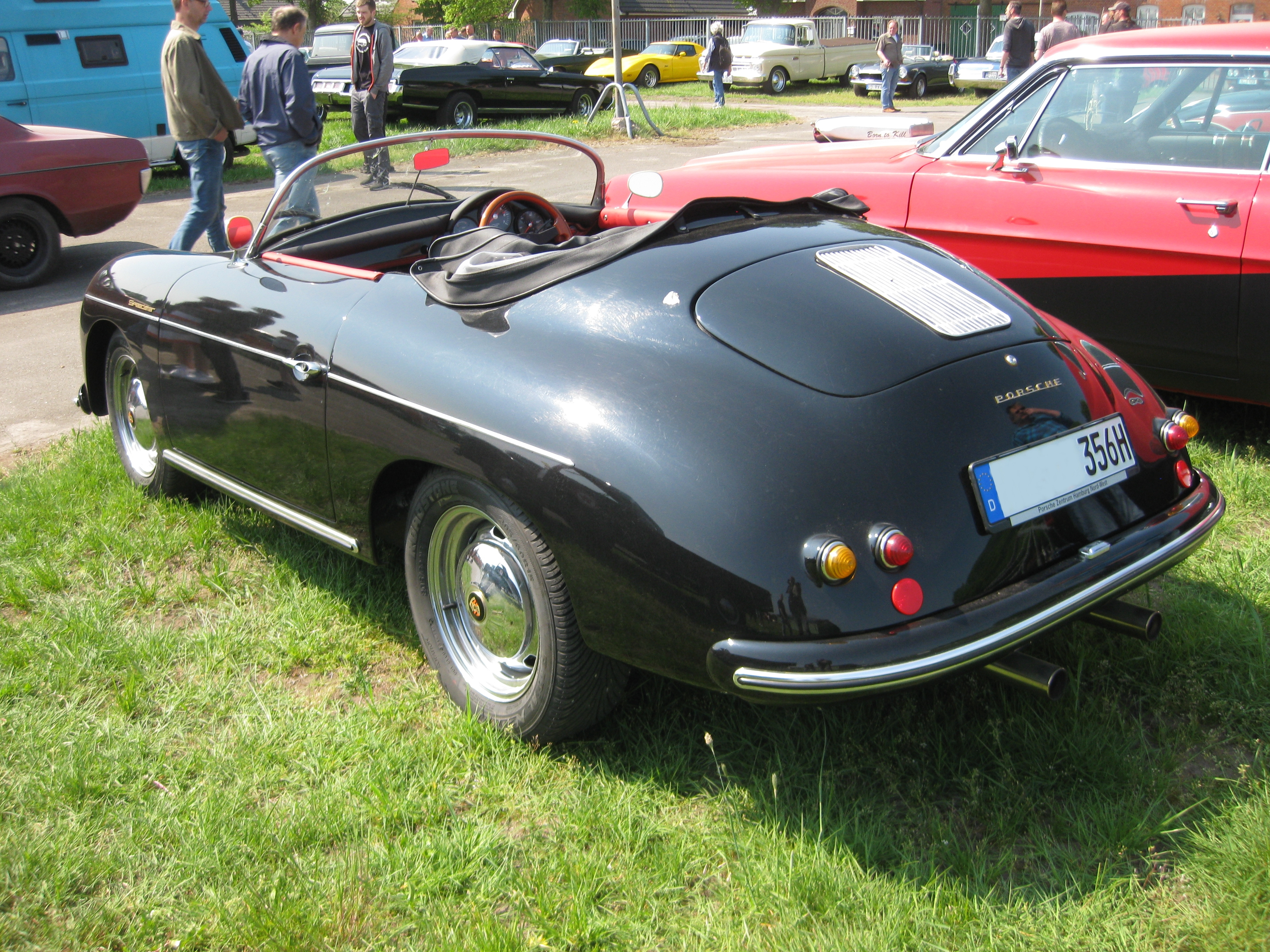
356A Replika auch als Rechtslenker

Replikate des Porsche 356 werden in verschiedenen Qualitäten und Ähnlichkeiten gefertigt, die meisten davon mit Karosserie aus glasfaserverstärktem Kunststoff. Bekannt sind die einfacheren Nachbauten einiger brasilianischer Hersteller. Von 1981 bis 1994 bauten die belgische s.à.r.l. Application Polyester Armé de Liège und von 1998 bis 2006 die deutsche Apal GmbH in Ostercappeln eine Kopie unter dem Namen Apal Speedster. Seit 1998 baut der auf Replikate spezialisierte französische Hersteller PGO Automobiles unter der Bezeichnung PGO Speedster ein an den 356 erinnerndes Modell auf Basis des Peugeot 206 CC.
Die Automobilmanufaktur-Scheib produzierte den 356 B und fertigte eine Replica des 356 A. Replicar Hellas baut Fahrzeuge, die dem Original auch in Details sehr nahekommen und eine höhere Fertigungsqualität aufweisen sollen als das historische Vorbild. Die Nachbauten haben als Antrieb den Vierzylinder-Boxermotor von VW aus dem Käfer.
In der DDR konstruierten die Brüder Reimann, Studenten der TU Dresden, eine um 30 cm längere Version und ließen von 1953 bis 1959 beim Karosseriebau Arno Lindner in Mohorn dreizehn Fahrzeuge bauen – aus Weltkriegsschrott, Holz und Teilen von VW und Porsche.